# Меморіал Слави і Пам'яті (Катеринівка)
Меморіал Слави і Пам'яті  села Катеринівка (Братська могила радянських воїнів) — меморіальний комплекс, встановлений на місці поховання воїнів, що під час Другої світової війни загинули за визволення  села Катеринівка.
Братська могила занесена до переліку Пам'яток історії Лозівського району. 
За даними облікової картки військового поховання, у братській могилі розміром 6х8 м знаходяться тіла 48 військовослужбовців, які загинули або померли від ран у січні-травні 1942 року, лютому-березні та вересні 1943 року на території села Катеринівка.

## Історія створення
Після закінчення Другої світової війни на території сучасного села  Катеринівка було виявлено дві братські могили загиблих воїнів: одну  у селі Лозова (нині вулиця Першотравнева), другу – у селі Катеринівка (нині вулиця імені Г.С.Могильченка).
На початку 50-х років тіла з обох братських могил було перепоховано в центрі села Катеринівка поблизу сільської ради та контори колгоспу імені Орджонікідзе.
Поховання було обгороджене парканом, обсаджене кленами, берестами та квітами. Пам’ятник зображав постать солдата з автоматом зі схиленою у скорботі непокритою головою. В постамент було вмуровано дошку  з прізвищами похованих воїнів.
6 листопада 1990 року в Катеринівці відбулося урочисте відкриття Меморіалу Слави та Пам’яті. 
Право відкрити скульптурну групу було надане учасникам Другої світової війни, меморіальні плити з прізвищами загиблих воїнів відкрили ветерани 35-ї гвардійської дивізії, які 15 вересня 1943 року остаточно визволили Катеринівку від нацистських військ. Меморіальні плити з прізвищами мешканців  Катеринівської сільської ради, які не повернулися з війни, відкрили вдови полеглих.

## Опис
Меморіал Слави і Пам'яті знаходиться в центрі села Катеринівка, неподалік від сільського Будинку культури. Над братською могилою встановлено скульптурну композицію з трьох солдатських голів, які символізують співдружність повітряних сил, сухопутних військ та флоту. Перед нею – постамент для покладення квітів та Вічний вогонь. Поруч на гранітному постаменті встановлено дві чорні мармурові дошки з написом: «1941-1945. Довічна слава вам. Довічна пам’ять». Поруч з ними стоять три меморіальні плити, на яких викарбувано імена загиблих у боях за Катеринівку.  Праворуч від скульптури розміщено 11 меморіальних плит з прізвищами катеринівців, які загинули чи зникли безвісти на фронтах Другої світової війни..
Композицію меморіалу завершує танк Т-54, встановлений на честь уродженця Катеринівки, видатного танкового конструктора Миколи Олексійовича Кучеренка.
Поруч  з меморіалом росте березовий сквер, щороку висаджуються квіти. В урочисті та пам’ятні дні на Меморіалі Слави та Пам'яті проходять мітинги з покладанням квітів, районні заходи, обласні естафети пам'яті. Згідно з традиціями села Катеринівка сюди приносять квіти молодята після обряду одруження, учні Катеринівського ліцею після святкових лінійок у День знань та День останнього дзвоника, а також випускники ліцею перед початком випускного вечора. Під час урочистих заходів старшокласники несуть  тут Почесну варту.

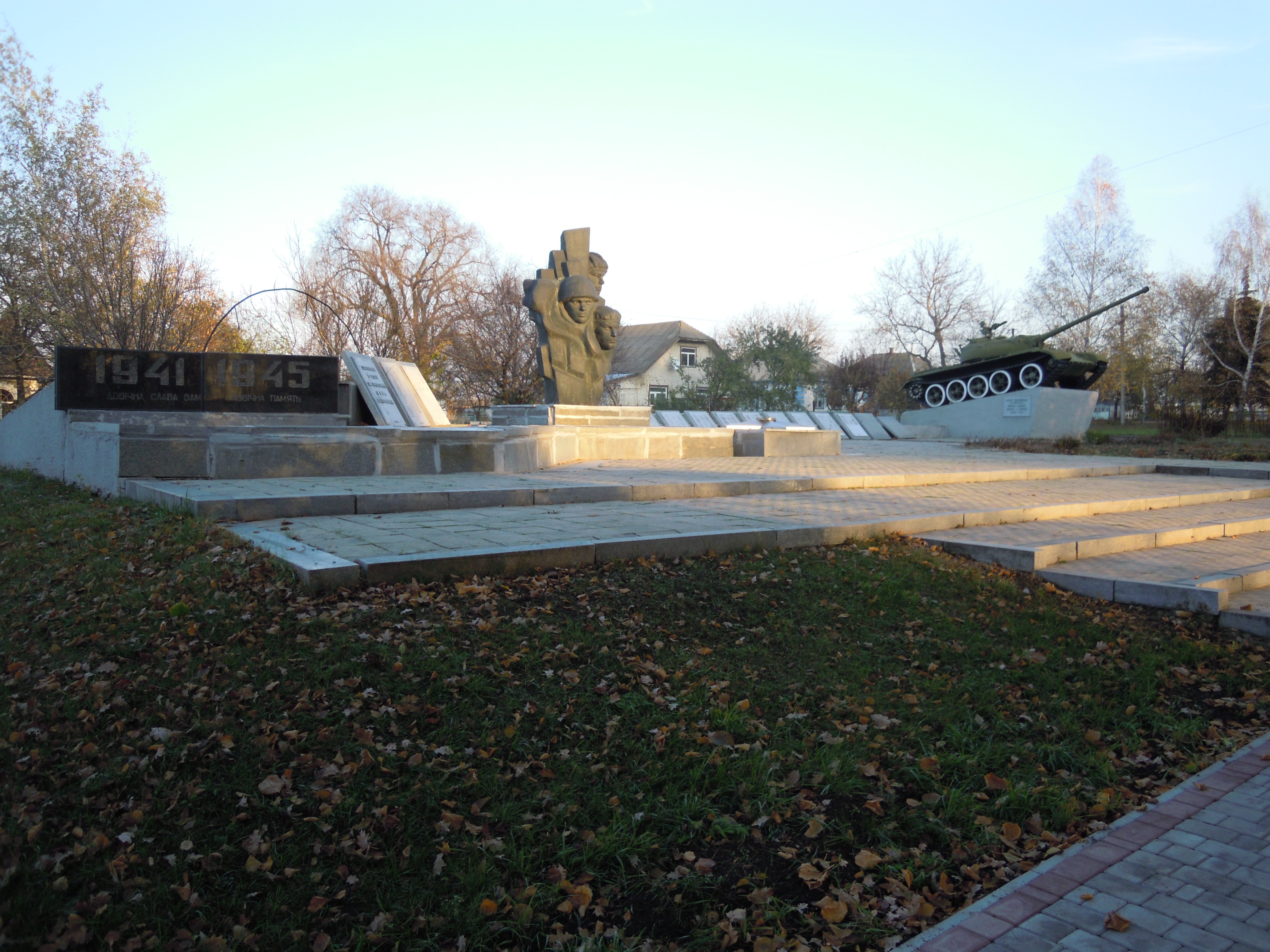
Меморіал Слави і Пам’яті села Катеринівка
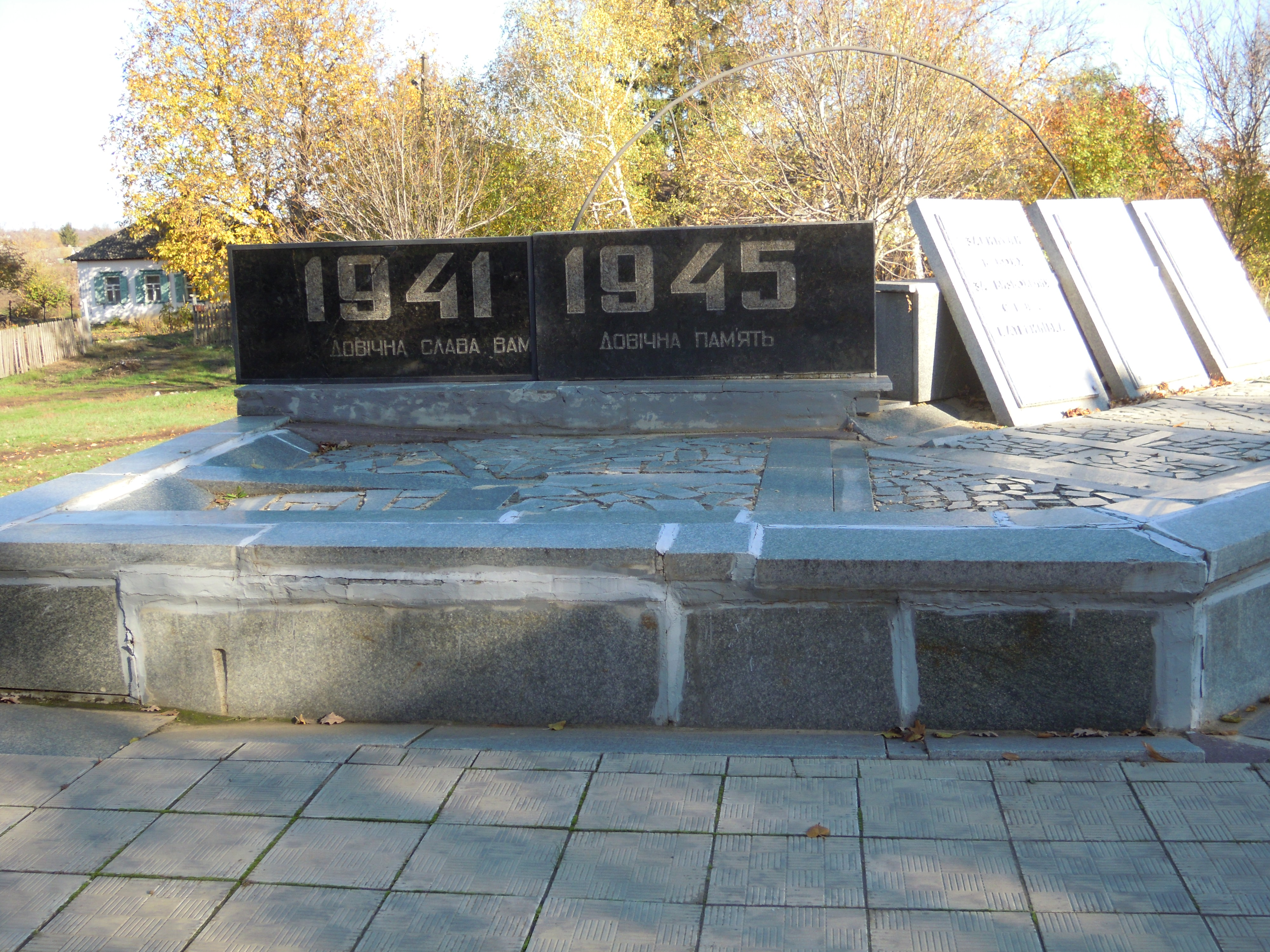
Меморіал Слави і Пам’яті села Катеринівка
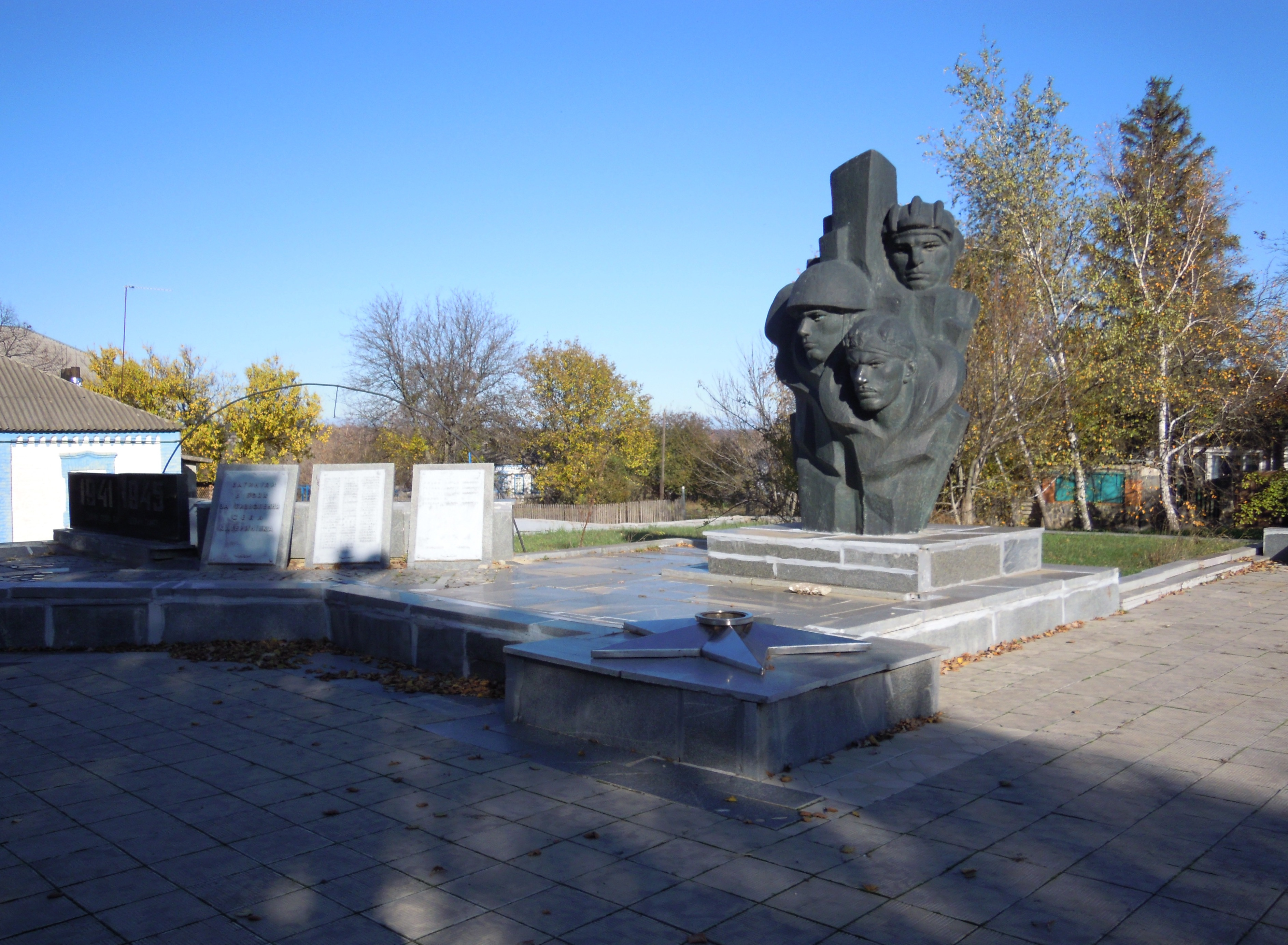
Меморіал Слави і Пам’яті села Катеринівка
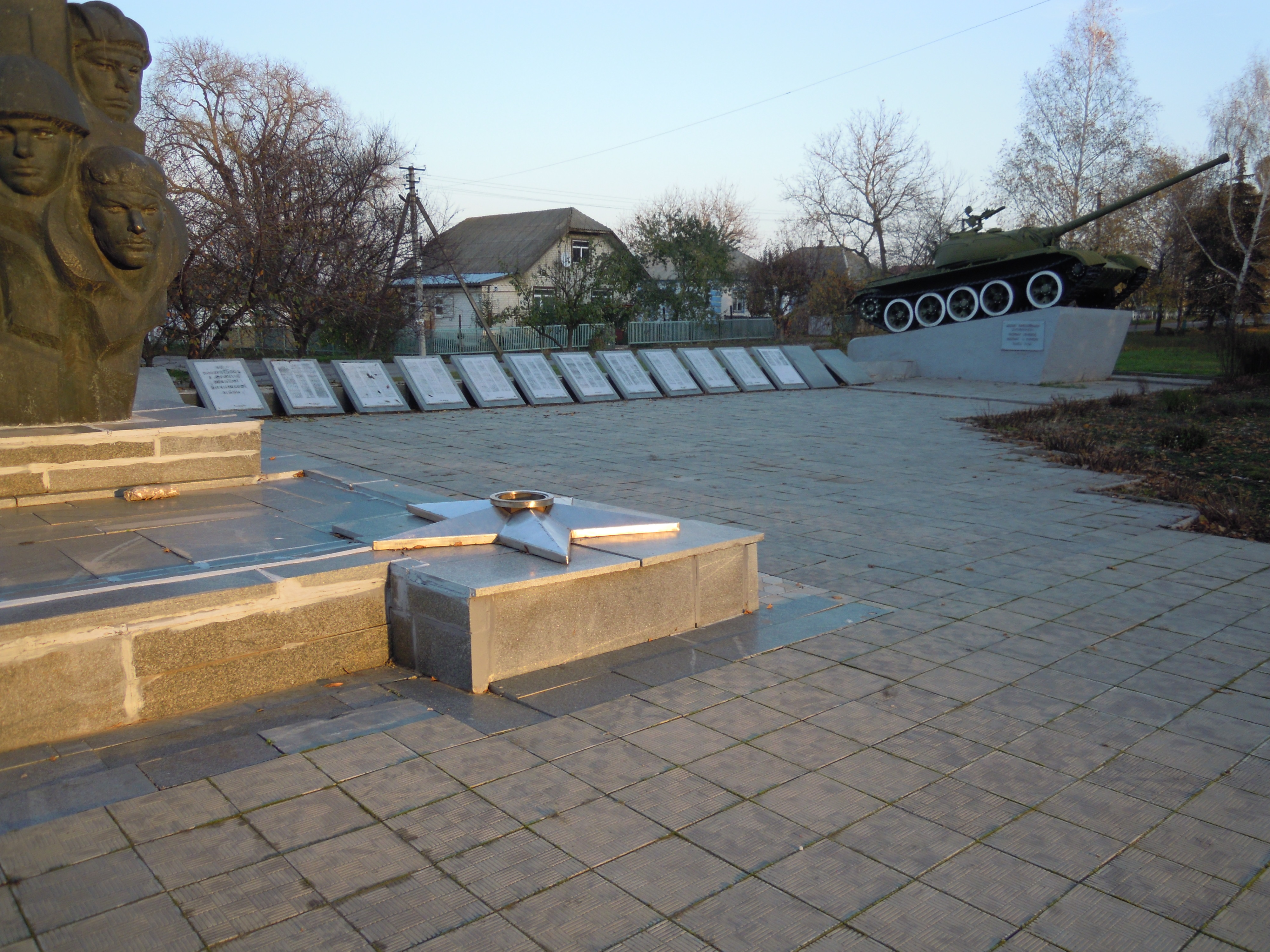
Меморіал Слави і Пам’яті села Катеринівка

### ТанкТ-54
Танк Т-54 на Меморіалі Слави і Пам'яті села Катеринівка встановлено на честь відомого танкового конструктора Миколи Олексійовича Кучеренка, який народився у селі Катеринівка. На бетонному постаменті розміщено пам’ятну дошку з написом «Миколі Олексійовичу Кучеренку – нашому земляку, одному з творців танка Т-34».
Встановленню  танка Т-54 у Катеринівці сприяла дочка Миколи Олексійовича Кучеренка, відома письменниця Лариса Васильєва, авторка книг "Книга об отце" та "Николай Кучеренко. Пятьдесят лет в битве за танки СССР". На честь відкриття меморіалу Л.М.Васильєва надіслала катеринівцям вітальний лист зі словами вдячності за збереження пам'яті про батька.

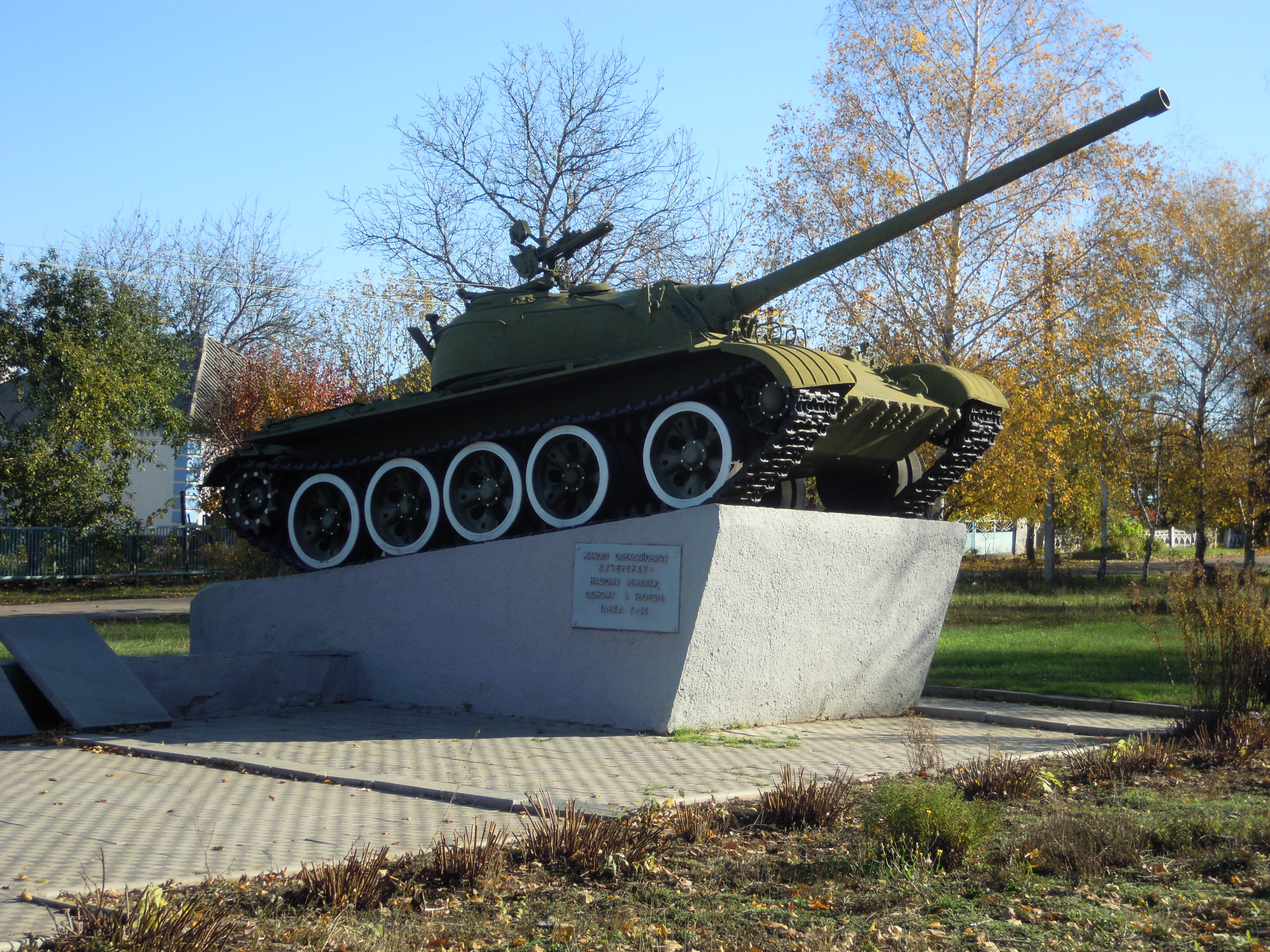
Танк Т-54 (01)
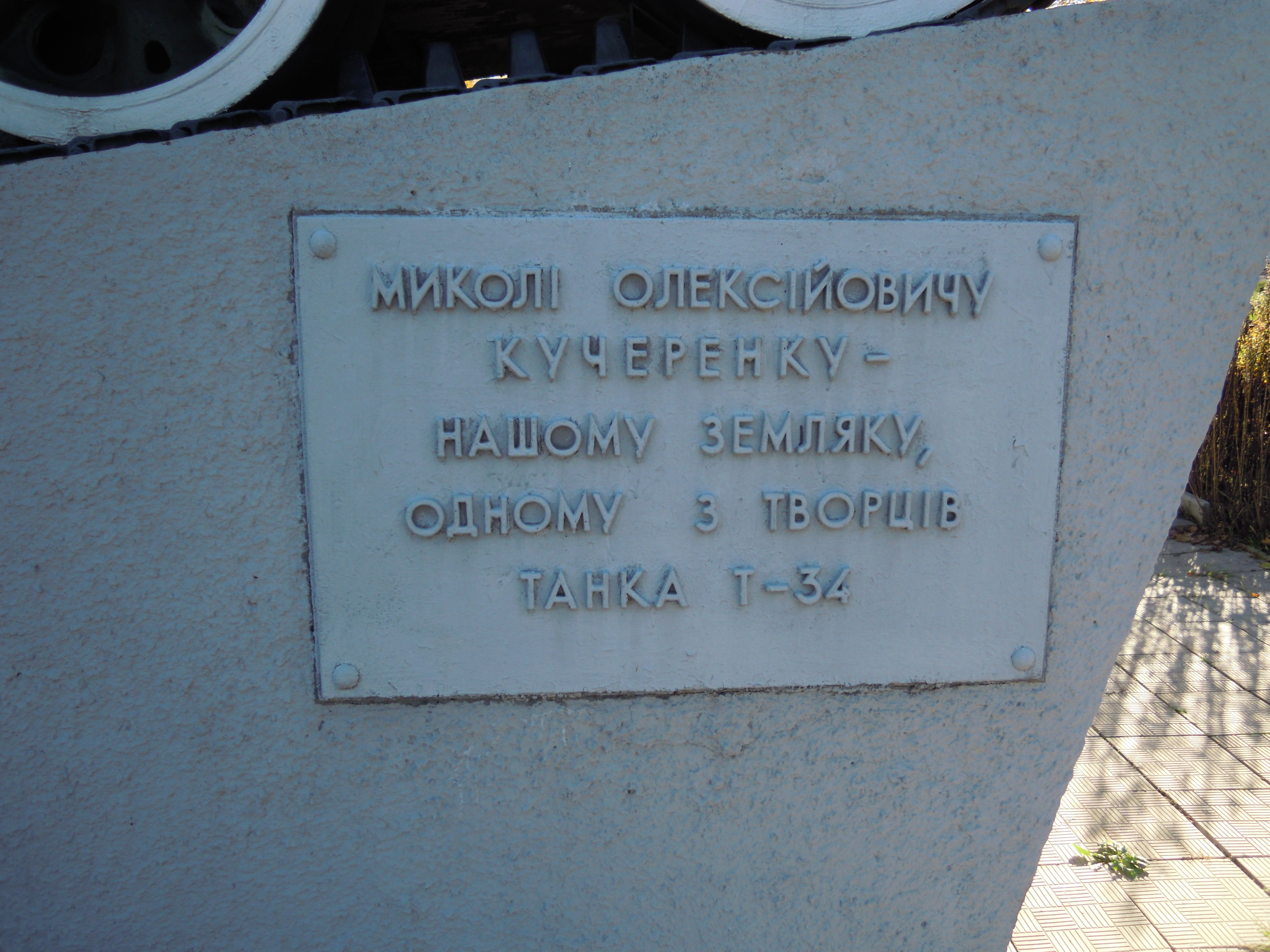
Танк Т-54 (02)
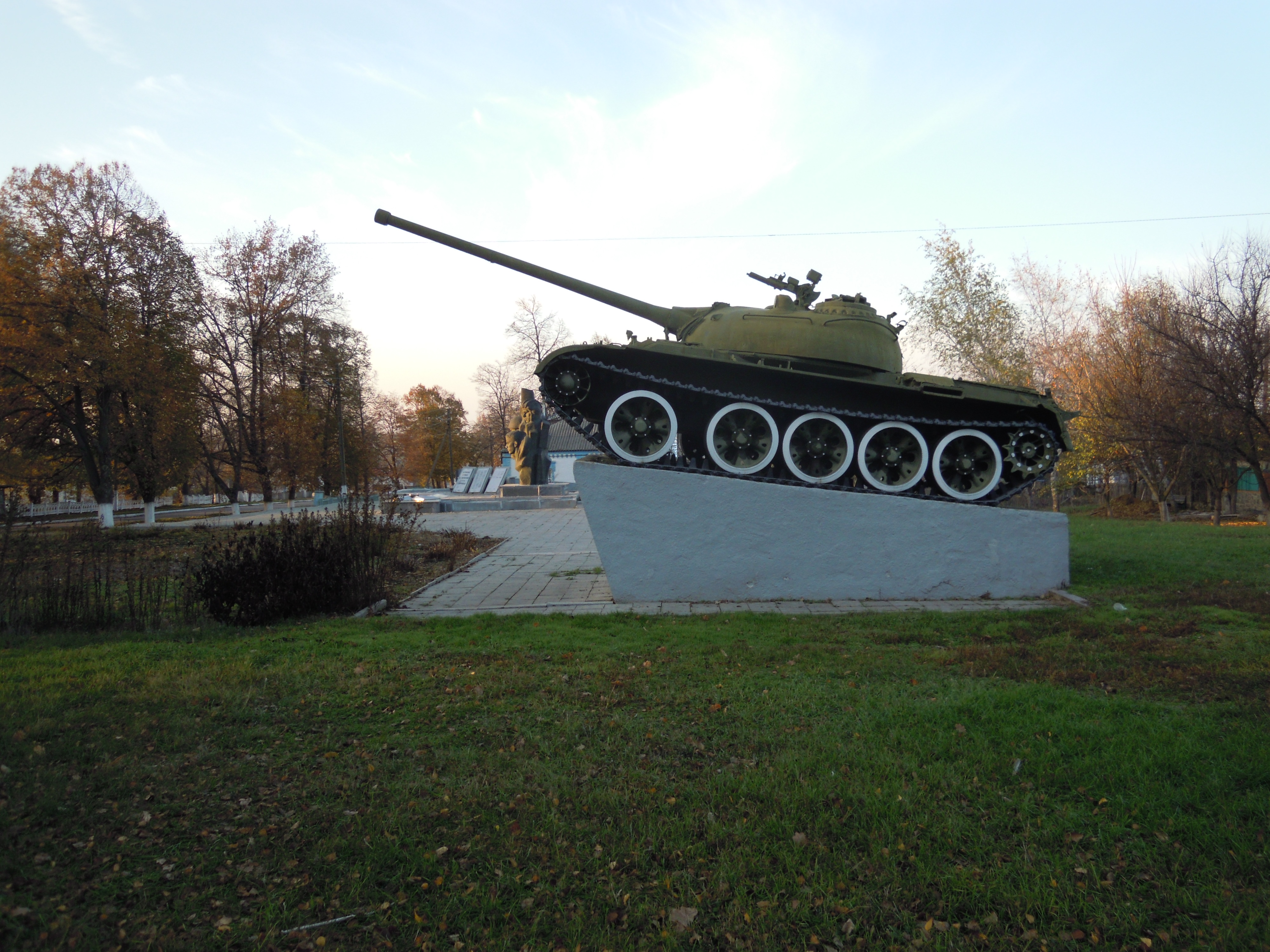
Танк Т-54 (03)

### Список воїнів, похованих у братській могилі села Катеринівка
На час відкриття меморіалу було відомо 26 прізвищ загиблих, 22 залишалися невідомими.. На сьогодні встановлено прізвища всіх 48 воїнів, похованих у братській могилі села Катеринівка. 
| Список похованих у братській могилі | Список похованих у братській могилі | Список похованих у братській могилі | Список похованих у братській могилі | Список похованих у братській могилі | Список похованих у братській могилі | Список похованих у братській могилі |
| №                                   | Прізвище                            | Ім’я                                | По батькові                         | Рік народження                      | Військове звання                    | Дата загибелі                       |
| ----------------------------------- | ----------------------------------- | ----------------------------------- | ----------------------------------- | ----------------------------------- | ----------------------------------- | ----------------------------------- |
| 1.                                  | Бдиль                               | Абрам                               | Вольфович                           | 1904                                | невідомо                            | 30.01.1942                          |
| 2.                                  | Борзенко                            | Іван                                | Євдокимович                         | 1919                                | ст. лейтенант                       | 07.07.1943                          |
| 3.                                  | Буданов                             | Кузьма                              | Андрійович                          | 1924                                | рядовий                             | 25.01.1942                          |
| 4.                                  | Бумаченко                           | Федір                               | Андрійович                          | 1901                                | рядовий                             | 21.02.1942                          |
| 5.                                  | Глущенко                            | Андрій                              | Кузьмич                             | 1911                                | сержант                             | невідомо                            |
| 6.                                  | Головкін                            | Володимир                           | Миколайович                         | 1920                                | рядовий                             | 25.01.1942                          |
| 7.                                  | Голубовський                        | Павло                               | Тимофійович                         | 1920                                | рядовий                             | 26.01.1942                          |
| 8.                                  | Гончаренко                          | Василь                              | Пантелійович                        | 1907                                | ст. політрук                        | 19.02.1942                          |
| 9.                                  | Гутник                              | Андрій                              | Вікторович                          | 1904                                | рядовий                             | 27.02.1942                          |
| 10                                  | Гуть                                | Іван                                | Микитович                           | 1914                                | рядовий                             | 28.02.1942                          |
| 11.                                 | Денисенко                           | Костянтин                           | Станіславович                       | 1916                                | рядовий                             | 26.01.1942                          |
| 12.                                 | Денисенко                           | Костянтин                           | Степанович                          | невідомо                            | рядовий                             | 19.02.1942                          |
| 13                                  | Дмитрієв                            | Сергій                              | Дмитрович                           | 1911                                | рядовий                             | 14.02.1942                          |
| 14.                                 | Друзь                               | Яків                                | Леонтійович                         | 1911                                | старшина                            | 31.01.1942                          |
| 15.                                 | Єфремов                             | М.                                  | П.                                  | невідомо                            | рядовий                             | 02.02.1942                          |
| 16.                                 | Жеребцов                            | Михайло                             | Костянтинович                       | 1902                                | рядовий                             | 26.01.1942                          |
| 17.                                 | Заровний                            | Яків                                | Моісейович                          | 1913                                | рядовий                             | 26.01.1942                          |
| 18.                                 | Замятін                             | Олександр                           | Андрійович                          | невідомо                            | мол. сержант                        | 27.02.1943                          |
| 19.                                 | Кордюков                            | Сергій                              | Мефодійович                         | 1886                                | рядовий                             | 19.01.1944                          |
| 20.                                 | Кулик                               | Андрій                              | Миколайович                         | 1910                                | рядовий                             | 26.01.1942                          |
| 21.                                 | Курятник                            | Василь                              | Корнійович                          | 1912                                | рядовий                             | 26.01.1942                          |
| 22.                                 | Лавіш                               | Петро                               | Павлович                            | 1920                                | сержант                             | 26.01.1942                          |
| 23.                                 | Маслов                              | Микола                              | Федорович                           | 1908                                | рядовий                             | 26.01.1942                          |
| 24.                                 | Маточкін (Маточка)                  | Михайло                             | Кузьмич                             | 1906                                | рядовий                             | 29.05.1942                          |
| 25.                                 | Москальов                           | Федір                               | Ілліч                               | 1905                                | рядовий                             | 17.10.1943                          |
| 26.                                 | М’ясников                           | Михайло                             | Максимович                          | 1918                                | сержант                             | 26.01.1942                          |
| 27.                                 | Невзоров                            | Митрофан                            | Михайлович                          | 1912                                | сержант                             | 31.01.1942                          |
| 28.                                 | Нестеренко                          | Василь                              |                                     | невідомо                            | невідомо                            | невідомо                            |
| 29.                                 | Ольшанський                         | Гаврило                             | Тихонович                           | невідомо                            | рядовий                             | 27.10.1943                          |
| 30.                                 | Онушко                              | Юрій                                | Іванович                            | 1922                                | старшина                            | 09.08.1943                          |
| 31.                                 | Паснов                              | Юхим                                | Степанович                          | 1908                                | рядовий                             | 14.02.1942                          |
| 32.                                 | Перетятко                           | Ілля                                | Павлович                            | 1902                                | технік-інтендант 3 р.               | 22.05.1942                          |
| 33.                                 | Потапов                             | Іван                                | Петрович                            | невідомо                            | лейтенант                           | 22.05.1942                          |
| 34.                                 | Решетов                             | М.                                  | П.                                  | 1906                                | рядовий                             | 02.02.1942                          |
| 35.                                 | Романов                             | Василь                              | Іванович                            | 1914                                | старшина                            | 30.01.1942                          |
| 36.                                 | Рудич                               | Василь                              | Іванович                            | 1917                                | рядовий                             | 30.01.1942                          |
| 37.                                 | Сарбаєв (Сурбаєв)                   | Кубан (Куган)                       |                                     | 1925                                | рядовий                             | 22.10.1943                          |
| 38.                                 | Селезньов                           | Василь                              | Якович                              | 1909                                | рядовий                             | 26.01.1942                          |
| 39.                                 | Сивак                               | Григорій                            | Павлович                            | 1905                                | рядовий                             | 27.01.1942                          |
| 40.                                 | Синков                              | Кір                                 | Миколайович                         | 1909                                | ст. сержант                         | 08.10.1943                          |
| 41.                                 | Синотов                             | Федір                               | Іванович                            | невідомо                            | лейтенант                           | 22.05.1942                          |
| 42.                                 | Степанов                            | Михайло                             | Олександрович                       | невідомо                            | рядовий                             | 22.02.1943                          |
| 43.                                 | Стонога                             | Кирило                              | Микитович                           | 1907                                | рядовий                             | 21.10.1943                          |
| 44.                                 | Федоров                             | Олексій                             | Петрович                            | 1910                                | рядовий                             | 26.01.1942                          |
| 45.                                 | Філіпенко                           | Олексій                             | Степанович                          | невідомо                            | невідомо                            | невідомо                            |
| 46.                                 | Черепко                             | Тимофій                             | Федорович                           | 1905                                | рядовий                             | 21.02.1942                          |
| 47.                                 | Чернов                              | Прохор                              | Тихонович                           | 1914                                | рядовий                             | 26.01.1942                          |
| 48.                                 | Школяр                              | Василь                              |                                     | 1912                                | сержант                             | невідомо                            |

### Список мешканців Катеринівської сільської ради, які загинули під час Другої світової війни
На 11 меморіальних плитах викарбувано прізвища 264 мешканців Катеринівської сільської ради (на той час до неї входили села Катеринівка та Світловщина), які загинули чи пропали безвісти у роки Другої світової війни. 
| Список мешканців Катеринівської сільської ради, які загинули під час Другої світової війни | Список мешканців Катеринівської сільської ради, які загинули під час Другої світової війни | Список мешканців Катеринівської сільської ради, які загинули під час Другої світової війни | Список мешканців Катеринівської сільської ради, які загинули під час Другої світової війни | Список мешканців Катеринівської сільської ради, які загинули під час Другої світової війни | Список мешканців Катеринівської сільської ради, які загинули під час Другої світової війни | Список мешканців Катеринівської сільської ради, які загинули під час Другої світової війни |
| №                                                                                          | Прізвище                                                                                   | Ім’я                                                                                       | По батькові                                                                                | Рік народження                                                                             | Військове звання                                                                           | Остання згадка                                                                             |
| ------------------------------------------------------------------------------------------ | ------------------------------------------------------------------------------------------ | ------------------------------------------------------------------------------------------ | ------------------------------------------------------------------------------------------ | ------------------------------------------------------------------------------------------ | ------------------------------------------------------------------------------------------ | ------------------------------------------------------------------------------------------ |
| 1.                                                                                         | Бахмут                                                                                     | Ілля                                                                                       | Ілліч                                                                                      | 1921                                                                                       | рядовий                                                                                    | 1941                                                                                       |
| 2                                                                                          | Бахмут                                                                                     | Григорій                                                                                   | Гаврилович                                                                                 | 1906                                                                                       | рядовий                                                                                    | 1941                                                                                       |
| 3                                                                                          | Білик                                                                                      | Григорій                                                                                   | Володимирович                                                                              | 1910                                                                                       | рядовий                                                                                    | 1943                                                                                       |
| 4                                                                                          | Безродній                                                                                  | Олександр                                                                                  | Іванович                                                                                   | 1917                                                                                       | рядовий                                                                                    | 1943                                                                                       |
| 5                                                                                          | Безродній                                                                                  | Андрій                                                                                     | Федорович                                                                                  | 1900                                                                                       | рядовий                                                                                    | 1942                                                                                       |
| 6                                                                                          | Безродній                                                                                  | Петро                                                                                      | Якович                                                                                     | 1908                                                                                       | рядовий                                                                                    | 05.03.1943                                                                                 |
| 7                                                                                          | Безпальченко                                                                               | Микола                                                                                     | Якович                                                                                     | 1922                                                                                       | рядовий                                                                                    | 29.09.1941                                                                                 |
| 8                                                                                          | Безпальченко                                                                               | Семен                                                                                      | Якович                                                                                     | 1918                                                                                       | сержант                                                                                    | 25.01.1943                                                                                 |
| 9                                                                                          | Богданов                                                                                   | Тимофій                                                                                    | Степанович                                                                                 | 1909                                                                                       | рядовий                                                                                    | 1941                                                                                       |
| 10                                                                                         | Божко                                                                                      | Василь                                                                                     | Іванович                                                                                   | невідомо                                                                                   | невідомо                                                                                   | невідомо                                                                                   |
| 11                                                                                         | Боченко                                                                                    | Степан                                                                                     | Михайлович                                                                                 | невідомо                                                                                   | невідомо                                                                                   | невідомо                                                                                   |
| 12                                                                                         | Бондаренко                                                                                 | Іван                                                                                       | Миколайович                                                                                | 1909                                                                                       | невідомо                                                                                   | 17.02.1942                                                                                 |
| 13                                                                                         | Бондаренко                                                                                 | Григорій                                                                                   | Купріянович                                                                                | невідомо                                                                                   | невідомо                                                                                   | невідомо                                                                                   |
| 14                                                                                         | Бондаренко                                                                                 | Василь                                                                                     | Мефодійович                                                                                | невідомо                                                                                   | невідомо                                                                                   | невідомо                                                                                   |
| 15                                                                                         | Бондаренко                                                                                 | Федір                                                                                      | Мефодійович                                                                                | 1911                                                                                       | мол. сержант                                                                               | 12.03.1945                                                                                 |
| 16                                                                                         | Бриксін                                                                                    | Василь                                                                                     | Ягорович                                                                                   | 1909                                                                                       | рядовий                                                                                    | 1942                                                                                       |
| 17                                                                                         | Бузалов                                                                                    | Микола                                                                                     | Степанович                                                                                 | 1903                                                                                       | рядовий                                                                                    | 1941                                                                                       |
| 18                                                                                         | Булах                                                                                      | Федір                                                                                      | Арсенійович                                                                                | 1914                                                                                       | рядовий                                                                                    | 1942                                                                                       |
| 19                                                                                         | Будник                                                                                     | Кузьма                                                                                     | Тимофійович                                                                                | 1898                                                                                       | рядовий                                                                                    | 22.12.1942                                                                                 |
| 20                                                                                         | Буряченко                                                                                  | Тимофій                                                                                    | Арсентійович                                                                               | 1911                                                                                       | рядовий                                                                                    | 1942                                                                                       |
| 21                                                                                         | Бутенко                                                                                    | Андрій                                                                                     | Васильович                                                                                 | 1900                                                                                       | рядовий                                                                                    | 16.01.1943                                                                                 |
| 22                                                                                         | Ведмеденко                                                                                 | Іван                                                                                       | Устимович                                                                                  | 1916                                                                                       | партизан                                                                                   | 27.02.1944                                                                                 |
| 23                                                                                         | Волков                                                                                     | Іван                                                                                       | Петрович                                                                                   | 1925                                                                                       | гв. ст. лейтенант                                                                          | 07.08.1944                                                                                 |
| 24                                                                                         | Волков                                                                                     | Іван                                                                                       | Петрович                                                                                   | невідомо                                                                                   | невідомо                                                                                   | невідомо                                                                                   |
| 25                                                                                         | Воробйов                                                                                   | Микола                                                                                     | Єфремович                                                                                  | невідомо                                                                                   | невідомо                                                                                   | невідомо                                                                                   |
| 26                                                                                         | Гаркуша                                                                                    | Іван                                                                                       | Фокович                                                                                    | невідомо                                                                                   | невідомо                                                                                   | невідомо                                                                                   |
| 27                                                                                         | Гетьман                                                                                    | Федір                                                                                      | Олександрович                                                                              | 1912                                                                                       | рядовий                                                                                    | 1942                                                                                       |
| 28                                                                                         | Гетьманенко                                                                                | Андрій                                                                                     | Григорович                                                                                 | 1923                                                                                       | рядовий                                                                                    | невідомо                                                                                   |
| 29                                                                                         | Головко                                                                                    | Іван                                                                                       | Іванович                                                                                   | 1908                                                                                       | рядовий                                                                                    | 1942                                                                                       |
| 30                                                                                         | Гонтаренко                                                                                 | Олександр                                                                                  | Сидорович                                                                                  | 1918                                                                                       | рядовий                                                                                    | 1944                                                                                       |
| 31                                                                                         | Гонтаренко                                                                                 | Василь                                                                                     | Сидорович                                                                                  | 1912                                                                                       | рядовий                                                                                    | 1943                                                                                       |
| 32                                                                                         | Гонтаренко                                                                                 | Михайло                                                                                    | Єфремович                                                                                  | 1919                                                                                       | рядовий                                                                                    | 1941                                                                                       |
| 33                                                                                         | Гонтаренко                                                                                 | Іван                                                                                       | Сидорович                                                                                  | 1911                                                                                       | сержант                                                                                    | 19.03.1943                                                                                 |
| 34                                                                                         | Гонтаренко                                                                                 | Кирило                                                                                     | Григорович                                                                                 | 1907                                                                                       | рядовий                                                                                    | 1942                                                                                       |
| 35                                                                                         | Гонтаренко                                                                                 | Лаврентій                                                                                  | Фарапонтович                                                                               | невідомо                                                                                   | невідомо                                                                                   | невідомо                                                                                   |
| 36                                                                                         | Гарцунов                                                                                   | Василь                                                                                     | Євстахович                                                                                 | невідомо                                                                                   | невідомо                                                                                   | невідомо                                                                                   |
| 37                                                                                         | Грига                                                                                      | Григорій                                                                                   | Васильович                                                                                 | невідомо                                                                                   | невідомо                                                                                   | невідомо                                                                                   |
| 38                                                                                         | Григоренко                                                                                 | Віктор                                                                                     | Іванович                                                                                   | 1926                                                                                       | рядовий                                                                                    | 1943                                                                                       |
| 39                                                                                         | Григоренко                                                                                 | Михайло                                                                                    | Іванович                                                                                   | 1924                                                                                       | військ. фельдшер                                                                           | 27.08.194                                                                                  |
| 40                                                                                         | Гудзь                                                                                      | Пилип                                                                                      | Денисович                                                                                  | 1909                                                                                       | рядовий                                                                                    | 1943                                                                                       |
| 41                                                                                         | Дайліденко                                                                                 | Володимир                                                                                  | Миколайович                                                                                | 1900                                                                                       | рядовий                                                                                    | 1943                                                                                       |
| 42                                                                                         | Доценко                                                                                    | Василь                                                                                     | Ягорович                                                                                   | 1900                                                                                       | рядовий                                                                                    | 1942                                                                                       |
| 43                                                                                         | Дурнєв                                                                                     | Василь                                                                                     | Іванович                                                                                   | невідомо                                                                                   | невідомо                                                                                   | невідомо                                                                                   |
| 44                                                                                         | Журавель                                                                                   | Андрій                                                                                     | Михайлович                                                                                 | 1902                                                                                       | рядовий                                                                                    | 1942                                                                                       |
| 45                                                                                         | Журавель                                                                                   | Василь                                                                                     | Іванович                                                                                   | 1907                                                                                       | рядовий                                                                                    | 1944                                                                                       |
| 46                                                                                         | Журавель                                                                                   | Данило                                                                                     | Іванович                                                                                   | 1902                                                                                       | рядовий                                                                                    | 1942                                                                                       |
| 47                                                                                         | Журавель                                                                                   | Григорій                                                                                   | Костянтинович                                                                              | невідомо                                                                                   | невідомо                                                                                   | невідомо                                                                                   |
| 48                                                                                         | Журавель                                                                                   | Іван                                                                                       | Сидорович                                                                                  | 1910                                                                                       | рядовий                                                                                    | 1941                                                                                       |
| 49                                                                                         | Журавель                                                                                   | Микола                                                                                     | Силантійович                                                                               | 1904                                                                                       | рядовий                                                                                    | 1942                                                                                       |
| 50                                                                                         | Журавель                                                                                   | Петро                                                                                      | Микитович                                                                                  | 1899                                                                                       | рядовий                                                                                    | 1943                                                                                       |
| 51                                                                                         | Завгородній                                                                                | Василь                                                                                     | Никифорович                                                                                | 1912                                                                                       | рядовий                                                                                    | 1941                                                                                       |
| 52                                                                                         | Загуменний                                                                                 | Павло                                                                                      | Микитович                                                                                  | невідомо                                                                                   | невідомо                                                                                   | невідомо                                                                                   |
| 53                                                                                         | Задорожній                                                                                 | Петро                                                                                      | Григорович                                                                                 | 1893                                                                                       | рядовий                                                                                    | 1943                                                                                       |
| 54                                                                                         | Залізінський                                                                               | Іван                                                                                       | Миколайович                                                                                | невідомо                                                                                   | невідомо                                                                                   | невідомо                                                                                   |
| 55                                                                                         | Залізінський                                                                               | Андрій                                                                                     | Іванович                                                                                   | 1924                                                                                       | мол. сержант                                                                               | 31.09.1943                                                                                 |
| 56                                                                                         | Заобрат                                                                                    | Филип                                                                                      | Йосипович                                                                                  | 1900                                                                                       | рядовий                                                                                    | 1942                                                                                       |
| 57                                                                                         | Зігун                                                                                      | Іван                                                                                       | Омелянович                                                                                 | 1911                                                                                       | рядовий                                                                                    | 1944                                                                                       |
| 58                                                                                         | Золотухін                                                                                  | Іван                                                                                       | Петрович                                                                                   | 1910                                                                                       | рядовий                                                                                    | 1943                                                                                       |
| 59                                                                                         | Зубаха                                                                                     | Леонід                                                                                     | Якович                                                                                     | невідомо                                                                                   | невідомо                                                                                   | невідомо                                                                                   |
| 60                                                                                         | Калашников                                                                                 | Пантелій                                                                                   | Михайлович                                                                                 | невідомо                                                                                   | невідомо                                                                                   | невідомо                                                                                   |
| 61                                                                                         | Калашников                                                                                 | Данило                                                                                     | Пантелійович                                                                               | 1925                                                                                       | сержант                                                                                    | 03.10.1943                                                                                 |
| 62                                                                                         | Каменєв                                                                                    | Микола                                                                                     | Олексійович                                                                                | 1907                                                                                       | рядовий                                                                                    | 1941                                                                                       |
| 63                                                                                         | Кладченко                                                                                  | Семен                                                                                      | Микитович                                                                                  | 1900                                                                                       | рядовий                                                                                    | невідомо                                                                                   |
| 64                                                                                         | Кладченко                                                                                  | Явдоким                                                                                    | Микитович                                                                                  | 1902                                                                                       | рядовий                                                                                    | 1942                                                                                       |
| 65                                                                                         | Кладченко                                                                                  | Яків                                                                                       | Микитович                                                                                  | 1900                                                                                       | рядовий                                                                                    | 29.04.1942                                                                                 |
| 66                                                                                         | Кладченко                                                                                  | Леонід                                                                                     | Якович                                                                                     | невідомо                                                                                   | невідомо                                                                                   | невідомо                                                                                   |
| 67                                                                                         | Клименко                                                                                   | Василь                                                                                     | Купріянович                                                                                | 1897                                                                                       | рядовий                                                                                    | 1942                                                                                       |
| 68                                                                                         | Клименко                                                                                   | Іван                                                                                       | Васильович                                                                                 | невідомо                                                                                   | рядовий                                                                                    | 23.09.1941                                                                                 |
| 69                                                                                         | Клименко                                                                                   | Степан                                                                                     | Тихонович                                                                                  | невідомо                                                                                   | невідомо                                                                                   | невідомо                                                                                   |
| 70                                                                                         | Козороз                                                                                    | Василь                                                                                     | Дмитрович                                                                                  | 1914                                                                                       | рядовий                                                                                    | 1942                                                                                       |
| 71                                                                                         | Козороз                                                                                    | Данило                                                                                     | Терентійович                                                                               | невідомо                                                                                   | невідомо                                                                                   | невідомо                                                                                   |
| 72                                                                                         | Козороз                                                                                    | Денис                                                                                      | Платонович                                                                                 | невідомо                                                                                   | невідомо                                                                                   | невідомо                                                                                   |
| 73                                                                                         | Козороз                                                                                    | Костянтин                                                                                  | Прокопович                                                                                 | невідомо                                                                                   | невідомо                                                                                   | невідомо                                                                                   |
| 74                                                                                         | Козороз                                                                                    | Федір                                                                                      | Прокопович                                                                                 | 1910                                                                                       | рядовий                                                                                    | 1942                                                                                       |
| 75                                                                                         | Козороз                                                                                    | Яків                                                                                       | Ксенофонтович                                                                              | 1917                                                                                       | рядовий                                                                                    | 1941                                                                                       |
| 76                                                                                         | Колісник                                                                                   | Онисим                                                                                     | Павлович                                                                                   | невідомо                                                                                   | невідомо                                                                                   | невідомо                                                                                   |
| 77                                                                                         | Колісник                                                                                   | Сидір                                                                                      | Павлович                                                                                   | 1895                                                                                       | рядовий                                                                                    | 20.07.1943                                                                                 |
| 78                                                                                         | Колісник                                                                                   | Іван                                                                                       | Сидорович                                                                                  | 1919                                                                                       | рядовий                                                                                    | 1941                                                                                       |
| 79                                                                                         | Колісник                                                                                   | Олександр                                                                                  | Сидорович                                                                                  | 1925                                                                                       | мол. лейтен.                                                                               | 04.02.1945                                                                                 |
| 80                                                                                         | Колісник                                                                                   | Григорій                                                                                   | Тимофійович                                                                                | 1908                                                                                       | рядовий                                                                                    | 1942                                                                                       |
| 81                                                                                         | Колесник                                                                                   | Василь                                                                                     | Стефанович                                                                                 | невідомо                                                                                   | невідомо                                                                                   | невідомо                                                                                   |
| 82                                                                                         | Колесник                                                                                   | Федір                                                                                      | Стефанович                                                                                 | невідомо                                                                                   | невідомо                                                                                   | невідомо                                                                                   |
| 83                                                                                         | Коноваленко                                                                                | Леонід                                                                                     | Григорович                                                                                 | невідомо                                                                                   | невідомо                                                                                   | невідомо                                                                                   |
| 84                                                                                         | Касавцов                                                                                   | Іван                                                                                       | Васильович                                                                                 | 1918                                                                                       | лейтенант                                                                                  | 1941                                                                                       |
| 85                                                                                         | Касавцов                                                                                   | Василь                                                                                     | Васильович                                                                                 | невідомо                                                                                   | невідомо                                                                                   | невідомо                                                                                   |
| 86                                                                                         | Костенко                                                                                   | Андрій                                                                                     | Авер’янович                                                                                | 1906                                                                                       | рядовий                                                                                    | 1943                                                                                       |
| 87                                                                                         | Костенко                                                                                   | Григорій                                                                                   | Іванович                                                                                   | 1923                                                                                       | рядовий                                                                                    | 1942                                                                                       |
| 88                                                                                         | Костенко                                                                                   | Іван                                                                                       | Максимович                                                                                 | 1897                                                                                       | рядовий                                                                                    | 1942                                                                                       |
| 89                                                                                         | Костенко                                                                                   | Іван                                                                                       | Авер’янович                                                                                | невідомо                                                                                   | невідомо                                                                                   | невідомо                                                                                   |
| 90                                                                                         | Костенко                                                                                   | Андрій                                                                                     | Север’янович                                                                               | невідомо                                                                                   | невідомо                                                                                   | невідомо                                                                                   |
| 91                                                                                         | Котов                                                                                      | Григорій                                                                                   | Дмитрович                                                                                  | 1915                                                                                       | рядовий                                                                                    | 1941                                                                                       |
| 92                                                                                         | Кравченко                                                                                  | Максим                                                                                     | Гнатович                                                                                   | 1907                                                                                       | рядовий                                                                                    | 1942                                                                                       |
| 93                                                                                         | Кривень                                                                                    | Петро                                                                                      | Іванович                                                                                   | 1922                                                                                       | червонофлотець                                                                             | 14.11.1941                                                                                 |
| 94                                                                                         | Кривень                                                                                    | Павло                                                                                      | Тимофійович                                                                                | 1907                                                                                       | рядовий                                                                                    | 1943                                                                                       |
| 95                                                                                         | Кривень                                                                                    | Тихон                                                                                      | Тимофійович                                                                                | невідомо                                                                                   | невідомо                                                                                   | невідомо                                                                                   |
| 96                                                                                         | Кучеренко                                                                                  | Олександр                                                                                  | Ілліч                                                                                      | 1923                                                                                       | рядовий                                                                                    | 28.02.1942                                                                                 |
| 97                                                                                         | Кучеренко                                                                                  | Максим                                                                                     | Семенович                                                                                  | 1907                                                                                       | рядовий                                                                                    | 1941                                                                                       |
| 98                                                                                         | Кучеренко                                                                                  | Максим                                                                                     | Лук’янович                                                                                 | 1912                                                                                       | рядовий                                                                                    | 1941                                                                                       |
| 99                                                                                         | Кучеренко                                                                                  | Микола                                                                                     | Лук’янович                                                                                 | 1908                                                                                       | рядовий                                                                                    | 29.01.1942                                                                                 |
| 100                                                                                        | Кучеренко                                                                                  | Павло                                                                                      | Митрофанович                                                                               | невідомо                                                                                   | невідомо                                                                                   | невідомо                                                                                   |
| 101                                                                                        | Лантух                                                                                     | Федір                                                                                      | Сергійович                                                                                 | 1912                                                                                       | рядовий                                                                                    | 1943                                                                                       |
| 102                                                                                        | Лебеденко                                                                                  | Семен                                                                                      | Олександрович                                                                              | 1911                                                                                       | рядовий                                                                                    | 29.09.1942                                                                                 |
| 103                                                                                        | Левченко                                                                                   | Олександр                                                                                  | Гаврилович                                                                                 | 1917                                                                                       | невідомо                                                                                   | 17.08.1942                                                                                 |
| 104                                                                                        | Левченко                                                                                   | Василь                                                                                     | Андрійович                                                                                 | невідомо                                                                                   | невідомо                                                                                   | невідомо                                                                                   |
| 105                                                                                        | Левченко                                                                                   | Валентина                                                                                  | Вікторівна                                                                                 | невідомо                                                                                   | невідомо                                                                                   | невідомо                                                                                   |
| 106                                                                                        | Левченко                                                                                   | Василь                                                                                     | Трохимович                                                                                 | невідомо                                                                                   | невідомо                                                                                   | невідомо                                                                                   |
| 107                                                                                        | Левченко                                                                                   | Віктор                                                                                     | Степанович                                                                                 | невідомо                                                                                   | невідомо                                                                                   | невідомо                                                                                   |
| 108                                                                                        | Левченко                                                                                   | Іван                                                                                       | Іванович                                                                                   | 1905                                                                                       | рядовий                                                                                    | 17.09.1941                                                                                 |
| 109                                                                                        | Левченко                                                                                   | Іван                                                                                       | Романович                                                                                  | невідомо                                                                                   | невідомо                                                                                   | невідомо                                                                                   |
| 110                                                                                        | Левченко                                                                                   | Стефан                                                                                     | Гаврилович                                                                                 | 1906                                                                                       | червоноарм.                                                                                | 23.02.1943                                                                                 |
| 111                                                                                        | Левченко                                                                                   | Яків                                                                                       | Іванович                                                                                   | невідомо                                                                                   | невідомо                                                                                   | невідомо                                                                                   |
| 112                                                                                        | Линник                                                                                     | Андрій                                                                                     | Степанович                                                                                 | 1902                                                                                       | рядовий                                                                                    | 12.1943                                                                                    |
| 113                                                                                        | Линник                                                                                     | Митрофан                                                                                   | Степанович                                                                                 | 1897                                                                                       | рядовий                                                                                    | 14.02.1942                                                                                 |
| 114                                                                                        | Лихно                                                                                      | Степан                                                                                     | Никанорович                                                                                | 1905                                                                                       | рядовий                                                                                    | 1942                                                                                       |
| 115                                                                                        | Лобода                                                                                     | Олексій                                                                                    | Максимович                                                                                 | 1917                                                                                       | сержант                                                                                    | 12.1943                                                                                    |
| 116                                                                                        | Лобода                                                                                     | Василь                                                                                     | Олексійович                                                                                | 1923                                                                                       | рядовий                                                                                    | 19.02.1942                                                                                 |
| 117                                                                                        | Лук’яненко                                                                                 | Конон                                                                                      | Стефанович                                                                                 | 1912                                                                                       | рядовий                                                                                    | 31.01.1942                                                                                 |
| 118                                                                                        | Ляшок                                                                                      | Петро                                                                                      | Якович                                                                                     | 1919                                                                                       | рядовий                                                                                    | 1941                                                                                       |
| 119                                                                                        | Ляшок                                                                                      | Анатолій                                                                                   | Якович                                                                                     | 1921                                                                                       | рядовий                                                                                    | 30.07.1941                                                                                 |
| 120                                                                                        | Максимов                                                                                   | Михайло                                                                                    | Тимофійович                                                                                | 1914                                                                                       | рядовий                                                                                    | 03.1942                                                                                    |
| 121                                                                                        | Марченко                                                                                   | Григорій                                                                                   | Федотович                                                                                  | невідомо                                                                                   | рядовий                                                                                    | 15.04.1944                                                                                 |
| 122                                                                                        | Марченко                                                                                   | Іван                                                                                       | Григорович                                                                                 | невідомо                                                                                   | ст. лейтенант                                                                              | 29.03.1944                                                                                 |
| 123                                                                                        | Марченко                                                                                   | Петро                                                                                      | Ксенофонтович                                                                              | 1911                                                                                       | рядовий                                                                                    | 1942                                                                                       |
| 124                                                                                        | Мерчанський                                                                                | Іван                                                                                       | Федорович                                                                                  | невідомо                                                                                   | невідомо                                                                                   | невідомо                                                                                   |
| 125                                                                                        | Мирошниченко                                                                               | Григорій                                                                                   | Антонович                                                                                  | невідомо                                                                                   | невідомо                                                                                   | невідомо                                                                                   |
| 126                                                                                        | Мирошниченко                                                                               | Степан                                                                                     | Антонович                                                                                  | невідомо                                                                                   | невідомо                                                                                   | невідомо                                                                                   |
| 127                                                                                        | Мирошниченко                                                                               | Іван                                                                                       | Борисович                                                                                  | невідомо                                                                                   | невідомо                                                                                   | невідомо                                                                                   |
| 128                                                                                        | Мирошниченко                                                                               | Микола                                                                                     | Борисович                                                                                  | невідомо                                                                                   | невідомо                                                                                   | невідомо                                                                                   |
| 129                                                                                        | Мирошниченко                                                                               | Григорій                                                                                   | Борисович                                                                                  | 1919                                                                                       | рядовий                                                                                    | 03.10.1941                                                                                 |
| 130                                                                                        | Мирошниченко                                                                               | Микита                                                                                     | Петрович                                                                                   | 1889                                                                                       | рядовий                                                                                    | 05.08.1943                                                                                 |
| 131                                                                                        | Мирошниченко                                                                               | Ахтимон                                                                                    | Петрович                                                                                   | 1904                                                                                       | рядовий                                                                                    | 1941                                                                                       |
| 132                                                                                        | Мирошниченко                                                                               | Максим                                                                                     | Семенович                                                                                  | 1908                                                                                       | рядовий                                                                                    | 20.06.1941                                                                                 |
| 133                                                                                        | Міщенко                                                                                    | Микола                                                                                     | Омелянович                                                                                 | невідомо                                                                                   | невідомо                                                                                   | невідомо                                                                                   |
| 134                                                                                        | Могильченко                                                                                | Василь                                                                                     | Гаврилович                                                                                 | 1916                                                                                       | рядовий                                                                                    | 1942                                                                                       |
| 135                                                                                        | Могильченко                                                                                | Григорій                                                                                   | Гаврилович                                                                                 | 1925                                                                                       | рядовий                                                                                    | 18.07.1943                                                                                 |
| 136                                                                                        | Могильченко                                                                                | Василь                                                                                     | Григорович                                                                                 | невідомо                                                                                   | невідомо                                                                                   | невідомо                                                                                   |
| 137                                                                                        | Могильченко                                                                                | Іван                                                                                       | Григорович                                                                                 | 1926                                                                                       | рядовий                                                                                    | 04.06.1943                                                                                 |
| 138                                                                                        | Могильченко                                                                                | Іван                                                                                       | Дмитрович                                                                                  | 1908                                                                                       | рядовий                                                                                    | 06.12.1943                                                                                 |
| 139                                                                                        | Могильченко                                                                                | Іван                                                                                       | Іванович                                                                                   | 1921                                                                                       | рядовий                                                                                    | 1943                                                                                       |
| 140                                                                                        | Могильченко                                                                                | Кирило                                                                                     | Сергійович                                                                                 | 1908                                                                                       | рядовий                                                                                    | 1943                                                                                       |
| 141                                                                                        | Могильченко                                                                                | Костянтин                                                                                  | Трохимович                                                                                 | 1926                                                                                       | рядовий                                                                                    | 10.05.1944                                                                                 |
| 142                                                                                        | Могильченко                                                                                | Іван                                                                                       | Федорович                                                                                  | невідомо                                                                                   | невідомо                                                                                   | невідомо                                                                                   |
| 143                                                                                        | Могильченко                                                                                | Павло                                                                                      | Федорович                                                                                  | 1898                                                                                       | рядовий                                                                                    | 28.03.1942                                                                                 |
| 144                                                                                        | Могильченко                                                                                | Семен                                                                                      | Федорович                                                                                  | невідомо                                                                                   | невідомо                                                                                   | невідомо                                                                                   |
| 145                                                                                        | Найпак                                                                                     | Дмитро                                                                                     | Явдокимович                                                                                | невідомо                                                                                   | невідомо                                                                                   | невідомо                                                                                   |
| 146                                                                                        | Немих                                                                                      | Василь                                                                                     | Іванович                                                                                   | 1912                                                                                       | рядовий                                                                                    | 11.09.1943                                                                                 |
| 147                                                                                        | Нечитайленко                                                                               | Олександр                                                                                  | Якович                                                                                     | невідомо                                                                                   | невідомо                                                                                   | 1942                                                                                       |
| 148                                                                                        | Нечитайленко                                                                               | Семен                                                                                      | Сергійович                                                                                 | невідомо                                                                                   | невідомо                                                                                   | невідомо                                                                                   |
| 149                                                                                        | Нечитайленко                                                                               | Семен                                                                                      | Степанович                                                                                 | 1908                                                                                       | рядовий                                                                                    | 1942                                                                                       |
| 150                                                                                        | Нечитайленко                                                                               | Сергій                                                                                     | Сергійович                                                                                 | 1922                                                                                       | невідомо                                                                                   | 09.1943                                                                                    |
| 151                                                                                        | Нечитайленко                                                                               | Кирило                                                                                     | Сидорович                                                                                  | 1901                                                                                       | рядовий                                                                                    | 1942                                                                                       |
| 152                                                                                        | Овчаренко                                                                                  | Василь                                                                                     | Нефедович                                                                                  | 1912                                                                                       | рядовий                                                                                    | 1942                                                                                       |
| 153                                                                                        | Овчаренко                                                                                  | Роман                                                                                      | Максимович                                                                                 | 1910                                                                                       | рядовий                                                                                    | 1941                                                                                       |
| 154                                                                                        | Овчаренко                                                                                  | Свирид                                                                                     | Максимович                                                                                 | 1904                                                                                       | рядовий                                                                                    | 1944                                                                                       |
| 155                                                                                        | Павлович                                                                                   | Григорій                                                                                   | Іванович                                                                                   | невідомо                                                                                   | невідомо                                                                                   | невідомо                                                                                   |
| 156                                                                                        | Пахомов                                                                                    | Віталій                                                                                    | Кузьмич                                                                                    | 1924                                                                                       | рядовий                                                                                    | 17.04.1945                                                                                 |
| 157                                                                                        | Пахомов                                                                                    | Петро                                                                                      | Кузьмич                                                                                    | 1926                                                                                       | рядовий                                                                                    | 19.03.1945                                                                                 |
| 158                                                                                        | Пелих                                                                                      | Яків                                                                                       | Васильович                                                                                 | невідомо                                                                                   | невідомо                                                                                   | невідомо                                                                                   |
| 159                                                                                        | Петренко                                                                                   | Герасим                                                                                    | Миколайович                                                                                | 1889                                                                                       | рядовий                                                                                    | 1942                                                                                       |
| 160                                                                                        | Петренко                                                                                   | Микола                                                                                     | Герасимович                                                                                | 1923                                                                                       | рядовий                                                                                    | 05.03.1942                                                                                 |
| 161                                                                                        | Петренко                                                                                   | Петро                                                                                      | Терентійович                                                                               | 1923                                                                                       | лейтенант                                                                                  | 30.08.1943                                                                                 |
| 162                                                                                        | Петруня                                                                                    | Олександр                                                                                  | Іванович                                                                                   | 1916                                                                                       | старшина                                                                                   | 04.03.1945                                                                                 |
| 163                                                                                        | Пінчук                                                                                     | Антон                                                                                      | Федорович                                                                                  | невідомо                                                                                   | невідомо                                                                                   | невідомо                                                                                   |
| 164                                                                                        | Попудренко                                                                                 | Лідія                                                                                      | Олександрівна                                                                              | 1926                                                                                       | рядова                                                                                     | 04.04.1945                                                                                 |
| 165                                                                                        | Попов                                                                                      | Михайло                                                                                    | Андрійович                                                                                 | 1924                                                                                       | рядовий                                                                                    | 1942                                                                                       |
| 166                                                                                        | Пучко                                                                                      | Гемен                                                                                      | Петрович                                                                                   | невідомо                                                                                   | невідомо                                                                                   | невідомо                                                                                   |
| 167                                                                                        | Пучко                                                                                      | Григорій                                                                                   | Дмитрович                                                                                  | невідомо                                                                                   | невідомо                                                                                   | невідомо                                                                                   |
| 168                                                                                        | Родзін                                                                                     | Гаврило                                                                                    | Антонович                                                                                  | невідомо                                                                                   | невідомо                                                                                   | невідомо                                                                                   |
| 169                                                                                        | Роговий                                                                                    | Григорій                                                                                   | Панасович                                                                                  | 1910                                                                                       | рядовий                                                                                    | 1941                                                                                       |
| 170                                                                                        | Роговий                                                                                    | Юрій                                                                                       | Панасович                                                                                  | невідомо                                                                                   | невідомо                                                                                   | невідомо                                                                                   |
| 171                                                                                        | Роговий                                                                                    | Іван                                                                                       | Кузьмич                                                                                    | 1912                                                                                       | рядовий                                                                                    | 1941                                                                                       |
| 172                                                                                        | Рудь                                                                                       | Іван                                                                                       | Михайлович                                                                                 | 1922                                                                                       | єфрейтор                                                                                   | 28.09.1943                                                                                 |
| 173                                                                                        | Рудь                                                                                       | Гаврило                                                                                    | Павлович                                                                                   | 1915                                                                                       | сержант                                                                                    | 01.02.1944                                                                                 |
| 174                                                                                        | Рудь                                                                                       | Василь                                                                                     | Михайлович                                                                                 | 1922                                                                                       | рядовий                                                                                    | 1941                                                                                       |
| 175                                                                                        | Рудь                                                                                       | Микола                                                                                     | Наумович                                                                                   | 1920                                                                                       | рядовий                                                                                    | 08.1945                                                                                    |
| 176                                                                                        | Рильцов                                                                                    | Іван                                                                                       | Іванович                                                                                   | 1911                                                                                       | рядовий                                                                                    | 1942                                                                                       |
| 177                                                                                        | Савенко                                                                                    | Олексій                                                                                    | Герасимович                                                                                | 1909                                                                                       | ст. сержант                                                                                | 30.01.1945                                                                                 |
| 178                                                                                        | Савенко                                                                                    | Семен                                                                                      | Васильович                                                                                 | невідомо                                                                                   | невідомо                                                                                   | невідомо                                                                                   |
| 179                                                                                        | Свергуненко                                                                                | Іван                                                                                       | Іванович                                                                                   | невідомо                                                                                   | невідомо                                                                                   | невідомо                                                                                   |
| 180                                                                                        | Свергуненко                                                                                | Іван                                                                                       | Карпович                                                                                   | 1911                                                                                       | рядовий                                                                                    | 1942                                                                                       |
| 181                                                                                        | Свергуненко                                                                                | Іван                                                                                       | Юхимович                                                                                   | 1923                                                                                       | рядовий                                                                                    | 02.04.1942                                                                                 |
| 182                                                                                        | Свергуненко                                                                                | Микола                                                                                     | Юхимович                                                                                   | 1919                                                                                       | лейтенант                                                                                  | 13.08.1941                                                                                 |
| 183                                                                                        | Свергуненко                                                                                | Петро                                                                                      | Самійлович                                                                                 | невідомо                                                                                   | невідомо                                                                                   | 1942                                                                                       |
| 184                                                                                        | Семененко                                                                                  | Григорій                                                                                   | Петрович                                                                                   | 1910                                                                                       | сержант                                                                                    | 1942                                                                                       |
| 185                                                                                        | Семененко                                                                                  | Федір                                                                                      | Якович                                                                                     | 1905                                                                                       | рядовий                                                                                    | невідомо                                                                                   |
| 186                                                                                        | Сенченко                                                                                   | Віктор                                                                                     | Герасимович                                                                                | 1944                                                                                       | рядовий                                                                                    | 1942                                                                                       |
| 187                                                                                        | Сенченко                                                                                   | Іван                                                                                       | Григорович                                                                                 | невідомо                                                                                   | невідомо                                                                                   | невідомо                                                                                   |
| 188                                                                                        | Сенченко                                                                                   | Олександр                                                                                  | Терентійович                                                                               | невідомо                                                                                   | невідомо                                                                                   | невідомо                                                                                   |
| 189                                                                                        | Сенченко                                                                                   | Іван                                                                                       | Андрійович                                                                                 | 1908                                                                                       | рядовий                                                                                    | 20.05.1942                                                                                 |
| 190                                                                                        | Середа                                                                                     | Ілля                                                                                       | Титович                                                                                    | 1915                                                                                       | рядовий                                                                                    | 10.1944                                                                                    |
| 191                                                                                        | Середа                                                                                     | Пилип                                                                                      | Михайлович                                                                                 | 1906                                                                                       | рядовий                                                                                    | 26.09.1943                                                                                 |
| 192                                                                                        | Сидоренко                                                                                  | Іван                                                                                       | Семенович                                                                                  | 1907                                                                                       | рядовий                                                                                    | 1941                                                                                       |
| 193                                                                                        | Скрипник                                                                                   | Юхим                                                                                       | Федорович                                                                                  | невідомо                                                                                   | невідомо                                                                                   | невідомо                                                                                   |
| 194                                                                                        | Скиба                                                                                      | Олексій                                                                                    | Акимович                                                                                   | 1919                                                                                       | рядовий                                                                                    | 1941                                                                                       |
| 195                                                                                        | Сльота                                                                                     | Олександр                                                                                  | Дмитрович                                                                                  | 1913                                                                                       | рядовий                                                                                    | 1942                                                                                       |
| 196                                                                                        | Сльота                                                                                     | Сергій                                                                                     | Дмитрович                                                                                  | невідомо                                                                                   | невідомо                                                                                   | невідомо                                                                                   |
| 197                                                                                        | Сльота                                                                                     | Олексій                                                                                    | Тихонович                                                                                  | 1926                                                                                       | рядовий                                                                                    | 24.08.1943                                                                                 |
| 198                                                                                        | Сльота                                                                                     | Олексій                                                                                    | Тимофійович                                                                                | невідомо                                                                                   | невідомо                                                                                   | невідомо                                                                                   |
| 199                                                                                        | Сльота                                                                                     | Іван                                                                                       | Антонович                                                                                  | 1905                                                                                       | рядовий                                                                                    | 1942                                                                                       |
| 200                                                                                        | Сльота                                                                                     | Іван                                                                                       | Йосипович                                                                                  | 1920                                                                                       | невідомо                                                                                   | 08.1941                                                                                    |
| 201                                                                                        | Сльота                                                                                     | Семен                                                                                      | Опанасович                                                                                 | невідомо                                                                                   | невідомо                                                                                   | невідомо                                                                                   |
| 202                                                                                        | Сльота                                                                                     | Федір                                                                                      | Опанасович                                                                                 | невідомо                                                                                   | невідомо                                                                                   | невідомо                                                                                   |
| 203                                                                                        | Сльота                                                                                     | Сергій                                                                                     | Романович                                                                                  | 1915                                                                                       | рядовий                                                                                    | 1944                                                                                       |
| 204                                                                                        | Сльота                                                                                     | Сергій                                                                                     | Максимович                                                                                 | 1902                                                                                       | рядовий                                                                                    | 13.05.1942                                                                                 |
| 205                                                                                        | Сотник                                                                                     | Олександр                                                                                  | Олександрович                                                                              | 1923                                                                                       | рядовий                                                                                    | 1942                                                                                       |
| 206                                                                                        | Сотник                                                                                     | Олександр                                                                                  | Кузьмич                                                                                    | 1911                                                                                       | рядовий                                                                                    | 1941                                                                                       |
| 207                                                                                        | Сотник                                                                                     | Микола                                                                                     | Петрович                                                                                   | 1923                                                                                       | рядовий                                                                                    | 02.1942                                                                                    |
| 208                                                                                        | Сотник                                                                                     | Микола                                                                                     | Федорович                                                                                  | невідомо                                                                                   | невідомо                                                                                   | невідомо                                                                                   |
| 209                                                                                        | Соломко                                                                                    | Григорій                                                                                   | Лук’янович                                                                                 | 1906                                                                                       | рядовий                                                                                    | 01.08.1942                                                                                 |
| 210                                                                                        | Солодов                                                                                    | Сергій                                                                                     | Микитович                                                                                  | невідомо                                                                                   | невідомо                                                                                   | невідомо                                                                                   |
| 211                                                                                        | Спичак                                                                                     | Андрій                                                                                     | Андрійович                                                                                 | 1913                                                                                       | мол. сержант                                                                               | 02.07.1942                                                                                 |
| 212                                                                                        | Спичак                                                                                     | Олександр                                                                                  | Федорович                                                                                  | невідомо                                                                                   | невідомо                                                                                   | невідомо                                                                                   |
| 213                                                                                        | Спичак                                                                                     | Іван                                                                                       | Федорович                                                                                  | 1917                                                                                       | політрук                                                                                   | 07.08.1942                                                                                 |
| 214                                                                                        | Спичак                                                                                     | Микола                                                                                     | Федорович                                                                                  | 1910                                                                                       | рядовий                                                                                    | 1942                                                                                       |
| 215                                                                                        | Спичак                                                                                     | Гнат                                                                                       | Якович                                                                                     | 1905                                                                                       | рядовий                                                                                    | 1941                                                                                       |
| 216                                                                                        | Стьопін                                                                                    | Петро                                                                                      | Іванович                                                                                   | 1922                                                                                       | рядовий                                                                                    | 1942                                                                                       |
| 217                                                                                        | Тищенко                                                                                    | Антон                                                                                      | Павлович                                                                                   | 1915                                                                                       | сержант                                                                                    | 17.08.1943                                                                                 |
| 218                                                                                        | Тищенко                                                                                    | Семен                                                                                      | Якович                                                                                     | 1924                                                                                       | сержант                                                                                    | 14.01.1945                                                                                 |
| 219                                                                                        | Ткач                                                                                       | Ілля                                                                                       | Петрович                                                                                   | 1903                                                                                       | рядовий                                                                                    | 1941                                                                                       |
| 220                                                                                        | Ткач                                                                                       | Іван                                                                                       | Петрович                                                                                   | 1921                                                                                       | рядовий                                                                                    | 1942                                                                                       |
| 221                                                                                        | Ткач                                                                                       | Микола                                                                                     | Петрович                                                                                   | 1924                                                                                       | рядовий                                                                                    | 1942                                                                                       |
| 222                                                                                        | Ткаченко                                                                                   | Арсеній                                                                                    | Юхимович                                                                                   | 1912                                                                                       | рядовий                                                                                    | 1942                                                                                       |
| 223                                                                                        | Ткаченко                                                                                   | Василь                                                                                     | Тимофійович                                                                                | 1905                                                                                       | рядовий                                                                                    | 1943                                                                                       |
| 224                                                                                        | Ткаченко                                                                                   | Василь                                                                                     | Максимович                                                                                 | 1911                                                                                       | рядовий                                                                                    | 1942                                                                                       |
| 225                                                                                        | Ткаченко                                                                                   | Микола                                                                                     | Максимович                                                                                 | 1912                                                                                       | рядовий                                                                                    | 1942                                                                                       |
| 226                                                                                        | Ткаченко                                                                                   | Микола                                                                                     | Михайлович                                                                                 | 1921                                                                                       | рядовий                                                                                    | 1943                                                                                       |
| 227                                                                                        | Твердохліб                                                                                 | Семен                                                                                      | Карпович                                                                                   | 1912                                                                                       | рядовий                                                                                    | 04.1943                                                                                    |
| 228                                                                                        | Толстий                                                                                    | Олексій                                                                                    | Карпович                                                                                   | 1913                                                                                       | рядовий                                                                                    | 30.02.1942                                                                                 |
| 229                                                                                        | Тюря                                                                                       | Іван                                                                                       | Самсонович                                                                                 | 1923                                                                                       | рядовий                                                                                    | 1942                                                                                       |
| 230                                                                                        | Уманський                                                                                  | Іван                                                                                       | Степанович                                                                                 | 1910                                                                                       | рядовий                                                                                    | 1941                                                                                       |
| 231                                                                                        | Устінов                                                                                    | Артем                                                                                      | Дмитрович                                                                                  | 1897                                                                                       | рядовий                                                                                    | 1942                                                                                       |
| 232                                                                                        | Устінов                                                                                    | Олександр                                                                                  | Тихонович                                                                                  | 1921                                                                                       | мол. сержант                                                                               | 1941                                                                                       |
| 233                                                                                        | Устінов                                                                                    | Петро                                                                                      | Михайлович                                                                                 | 1920                                                                                       | сержант                                                                                    | 1941                                                                                       |
| 234                                                                                        | Устінов                                                                                    | Володимир                                                                                  | Дмитрович                                                                                  | невідомо                                                                                   | невідомо                                                                                   | невідомо                                                                                   |
| 235                                                                                        | Устінов                                                                                    | Федір                                                                                      | Карпович                                                                                   | 1906                                                                                       | рядовий                                                                                    | 1941                                                                                       |
| 236                                                                                        | Фильов                                                                                     | Григорій                                                                                   | Станіславович                                                                              | невідомо                                                                                   | невідомо                                                                                   | невідомо                                                                                   |
| 237                                                                                        | Фролов                                                                                     | Іван                                                                                       | Пилипович                                                                                  | 1916                                                                                       | сержант                                                                                    | 1942                                                                                       |
| 238                                                                                        | Харченко                                                                                   | Олексій                                                                                    | Гнатович                                                                                   | невідомо                                                                                   | невідомо                                                                                   | невідомо                                                                                   |
| 239                                                                                        | Харченко                                                                                   | Никифір                                                                                    | Гнатович                                                                                   | 1911                                                                                       | рядовий                                                                                    | 1942                                                                                       |
| 240                                                                                        | Харченко                                                                                   | Василь                                                                                     | Павлович                                                                                   | 1924                                                                                       | ст. сержант                                                                                | 06.02.1945                                                                                 |
| 241                                                                                        | Харченко                                                                                   | Микола                                                                                     | Андрійович                                                                                 | 1915                                                                                       | рядовий                                                                                    | 10.04.1945                                                                                 |
| 242                                                                                        | Химочка                                                                                    | Іван                                                                                       | Миколайович                                                                                | 1919                                                                                       | рядовий                                                                                    | 1942                                                                                       |
| 243                                                                                        | Химочка                                                                                    | Наум                                                                                       | Миколайович                                                                                | невідомо                                                                                   | невідомо                                                                                   | невідомо                                                                                   |
| 244                                                                                        | Химочка                                                                                    | Павло                                                                                      | Миколайович                                                                                | 1910                                                                                       | рядовий                                                                                    | 1942                                                                                       |
| 245                                                                                        | Ходикін                                                                                    | Микита                                                                                     | Іванович                                                                                   | 1905                                                                                       | рядовий                                                                                    | 1941                                                                                       |
| 246                                                                                        | Чернега                                                                                    | Григорій                                                                                   | Тихонович                                                                                  | 1907                                                                                       | рядовий                                                                                    | 1942                                                                                       |
| 247                                                                                        | Червонець                                                                                  | Лук’ян                                                                                     | Іванович                                                                                   | невідомо                                                                                   | підпільник                                                                                 | 2.01.1942                                                                                  |
| 248                                                                                        | Червонець                                                                                  | Степан                                                                                     | Захарович                                                                                  | невідомо                                                                                   | невідомо                                                                                   | невідомо                                                                                   |
| 249                                                                                        | Черкасов                                                                                   | Анатолій                                                                                   | Павлович                                                                                   | невідомо                                                                                   | невідомо                                                                                   | невідомо                                                                                   |
| 250                                                                                        | Шарап                                                                                      | Микола                                                                                     | Павлович                                                                                   | 1922                                                                                       | червонофлотець                                                                             | 1942                                                                                       |
| 251                                                                                        | Шаповалов                                                                                  | Андрій                                                                                     | Олександрович                                                                              | 1924                                                                                       | мол. сержант                                                                               | 06.03.1945                                                                                 |
| 252                                                                                        | Шаповалов                                                                                  | Олександр                                                                                  | Гаврилович                                                                                 | 1903                                                                                       | рядовий                                                                                    | 1941                                                                                       |
| 253                                                                                        | Шаповалов                                                                                  | Микола                                                                                     | Ялисейович                                                                                 | 1925                                                                                       | рядовий                                                                                    | 1943                                                                                       |
| 254                                                                                        | Шаповалов                                                                                  | Федір                                                                                      | Іванович                                                                                   | 1910                                                                                       | рядовий                                                                                    | 1941                                                                                       |
| 255                                                                                        | Шинкаренко                                                                                 | Анатолій                                                                                   | Григорович                                                                                 | 1924                                                                                       | рядовий                                                                                    | 13.06.1943                                                                                 |
| 256                                                                                        | Шинкаренко                                                                                 | Пилип                                                                                      | Григорович                                                                                 | невідомо                                                                                   | невідомо                                                                                   | невідомо                                                                                   |
| 257                                                                                        | Шинкаренко                                                                                 | Борис                                                                                      | Максимович                                                                                 | 1908                                                                                       | рядовий                                                                                    | квітень 1942                                                                               |
| 258                                                                                        | Шинкаренко                                                                                 | Пилип                                                                                      | Петрович                                                                                   | невідомо                                                                                   | невідомо                                                                                   | невідомо                                                                                   |
| 259                                                                                        | Шпиленко                                                                                   | Степан                                                                                     | Терентійович                                                                               | невідомо                                                                                   | невідомо                                                                                   | невідомо                                                                                   |
| 260                                                                                        | Шумський                                                                                   | Микола                                                                                     | Тимофійович                                                                                | 1912                                                                                       | рядовий                                                                                    | 1941                                                                                       |
| 261                                                                                        | Шумський                                                                                   | Никифор                                                                                    | Тимофійович                                                                                | невідомо                                                                                   | невідомо                                                                                   | невідомо                                                                                   |
| 262                                                                                        | Яківченко                                                                                  | Петро                                                                                      | Максимович                                                                                 | 1916                                                                                       | рядовий                                                                                    | 1942                                                                                       |
| 263                                                                                        | Яковенко                                                                                   | Володимир                                                                                  | Захарович                                                                                  | невідомо                                                                                   | невідомо                                                                                   | невідомо                                                                                   |
| 264                                                                                        | Яковенко                                                                                   | Василь                                                                                     | Нікандрович                                                                                | 1920                                                                                       | рядовий                                                                                    | 03.11.1944                                                                                 |

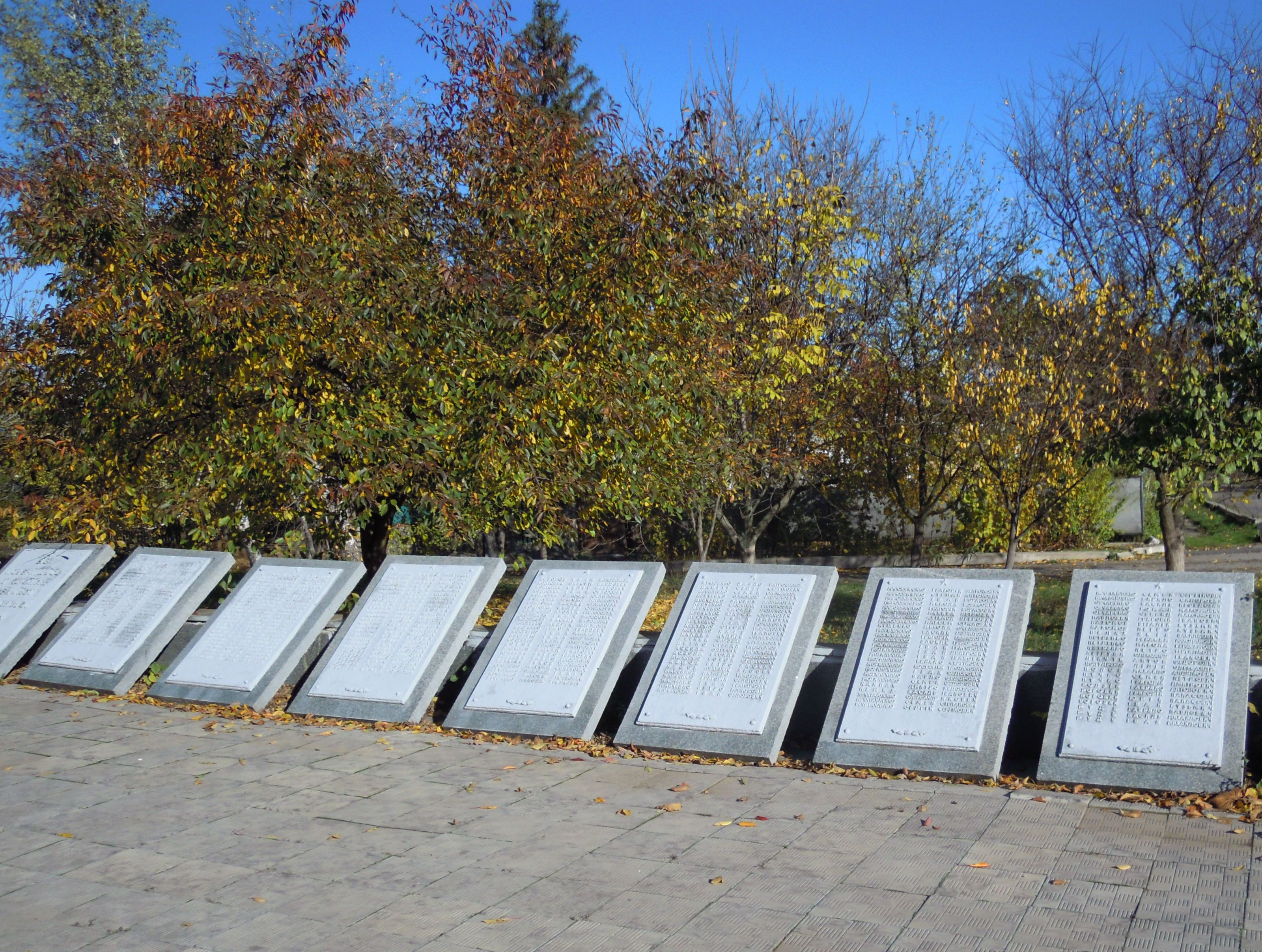
Не повернулися з війни 01
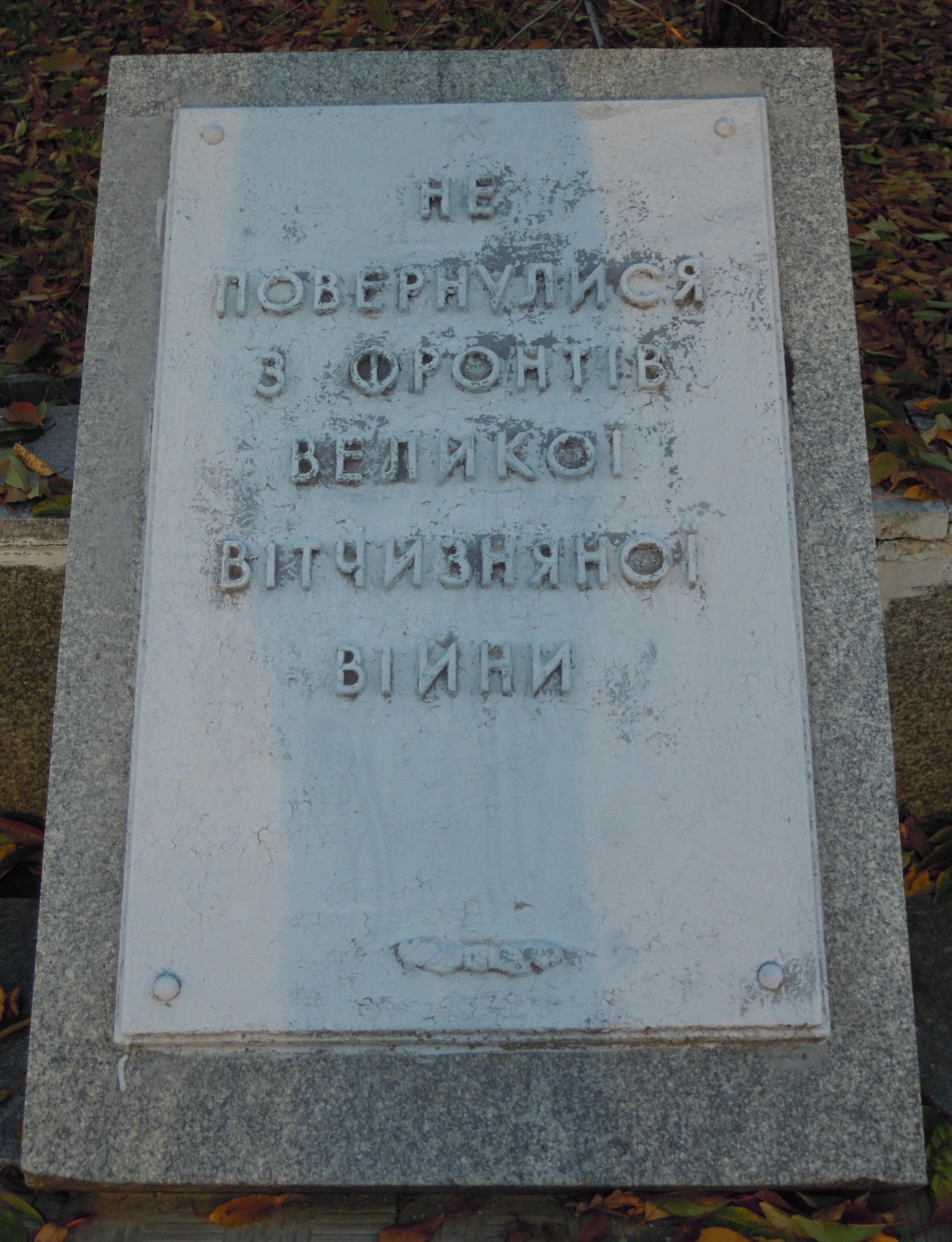
Не повернулися з війни 02
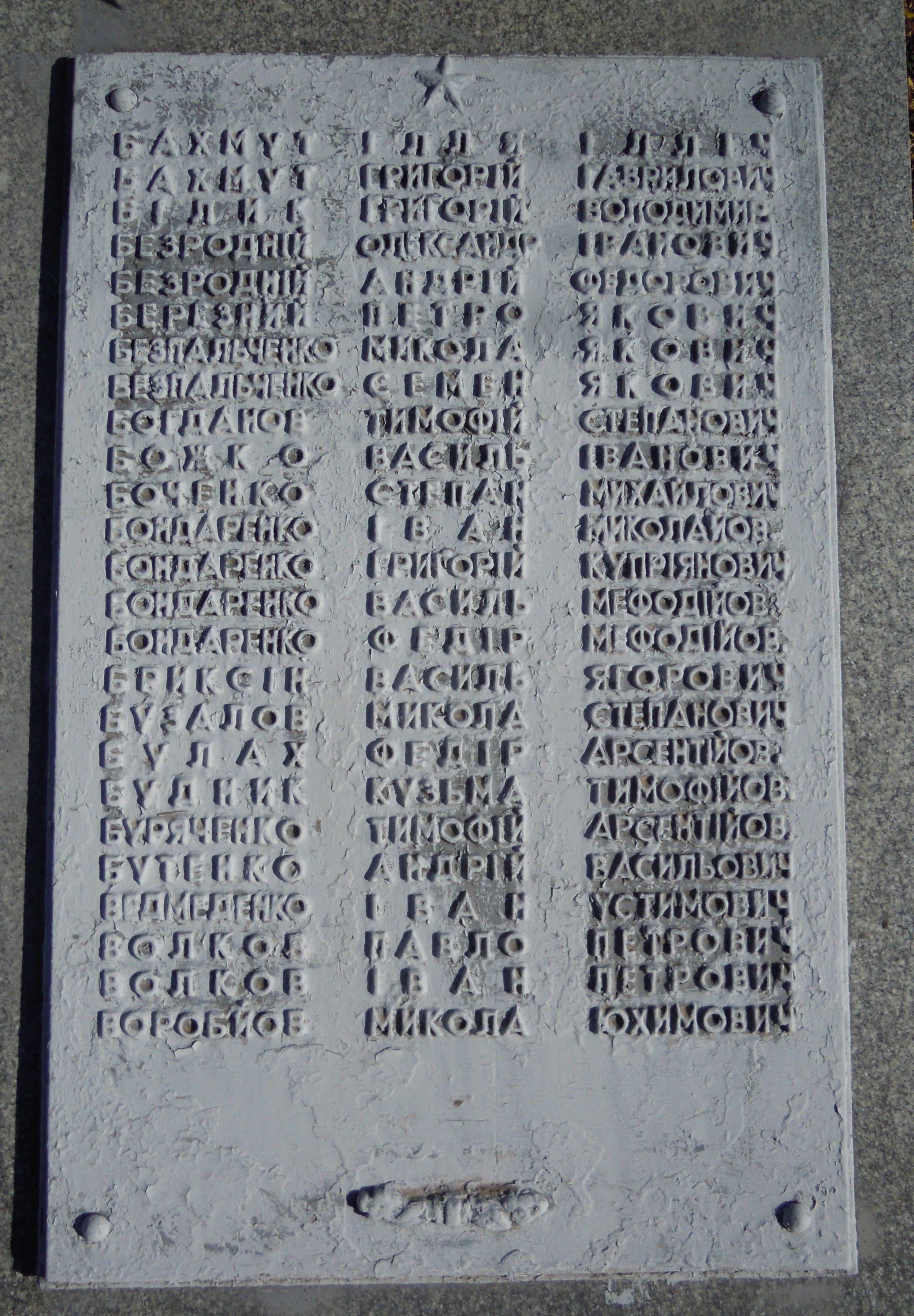
Не повернулися з війни 03
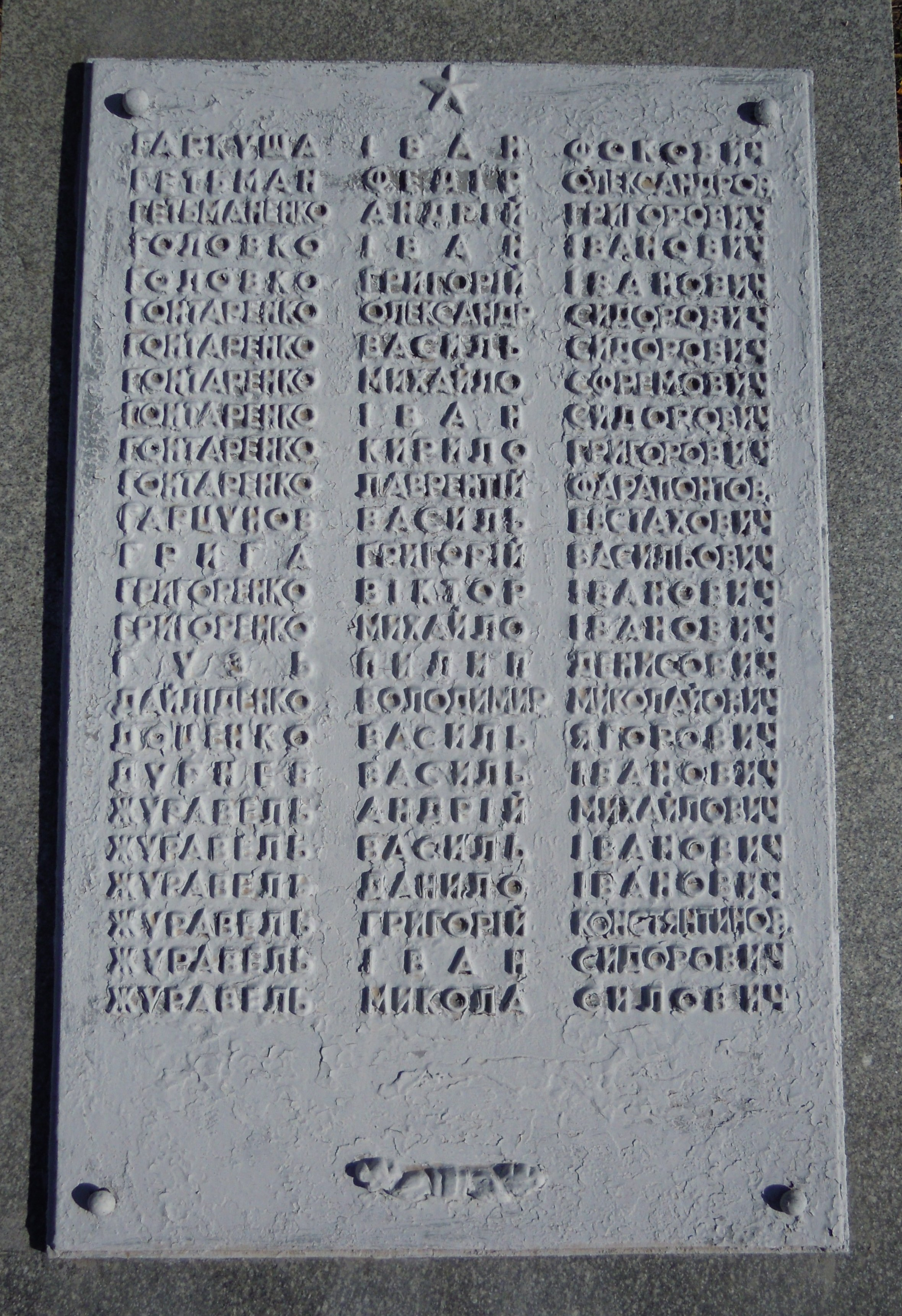
Не повернулися з війни 04
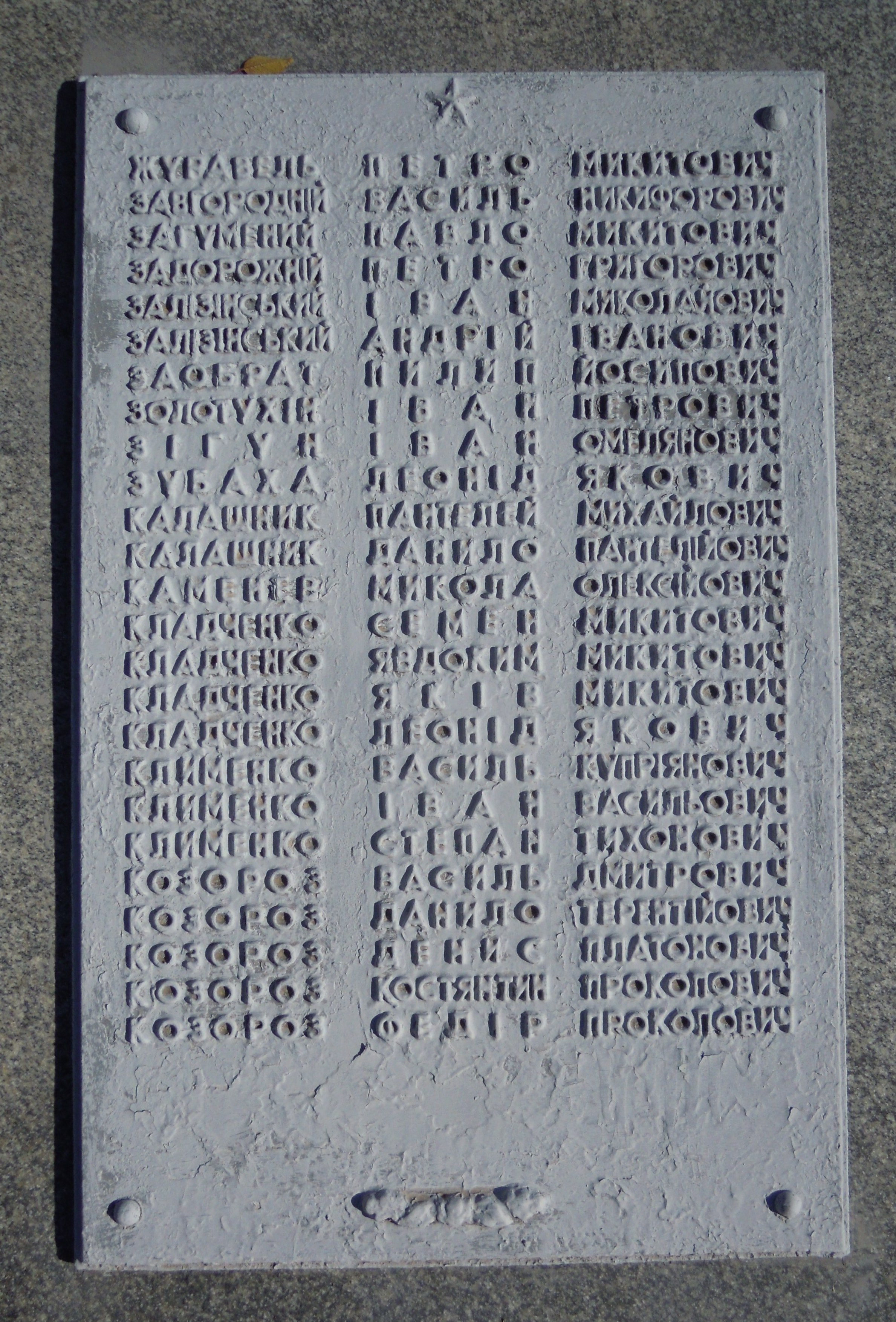
Не повернулися з війни 05
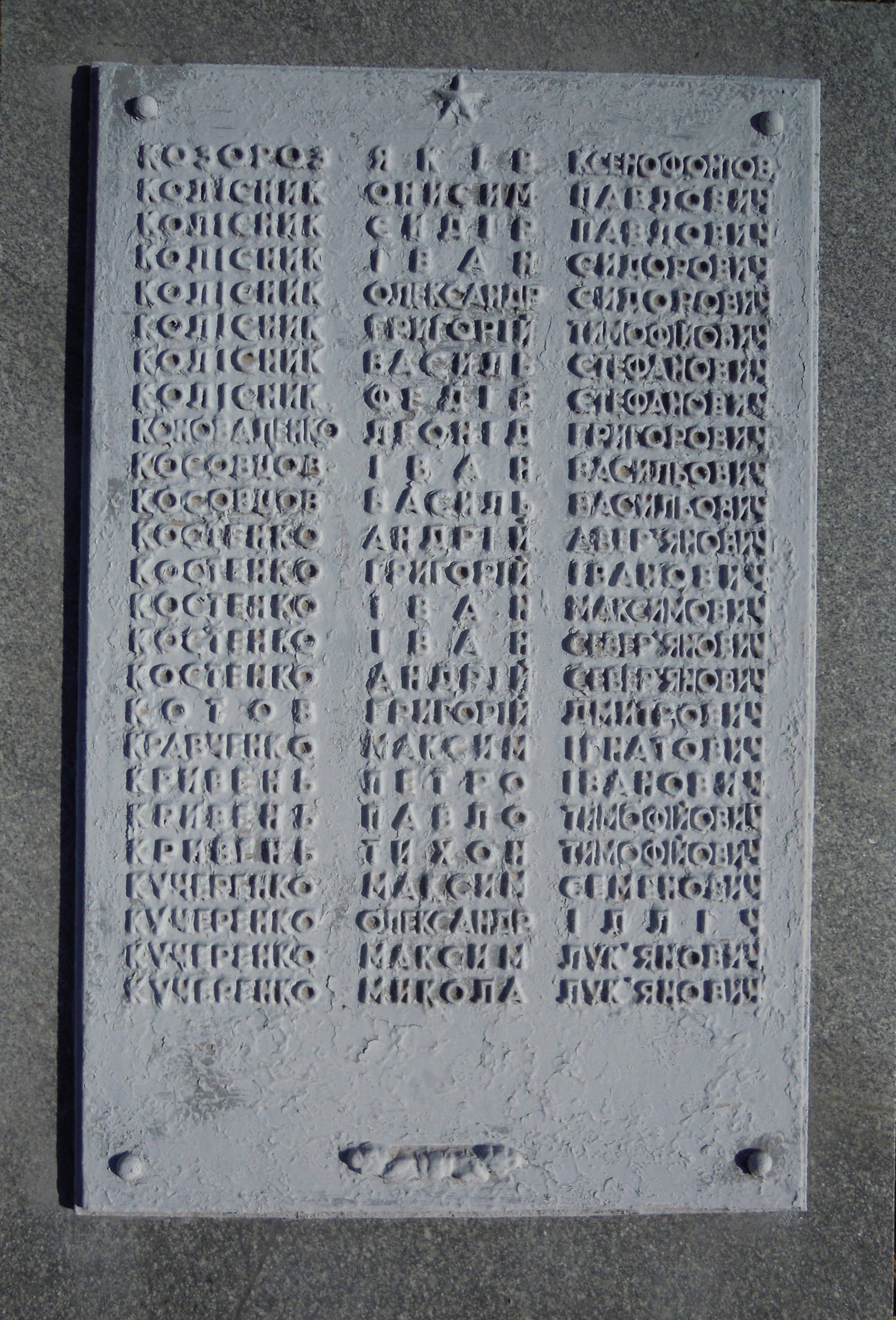
Не повернулися з війни 06
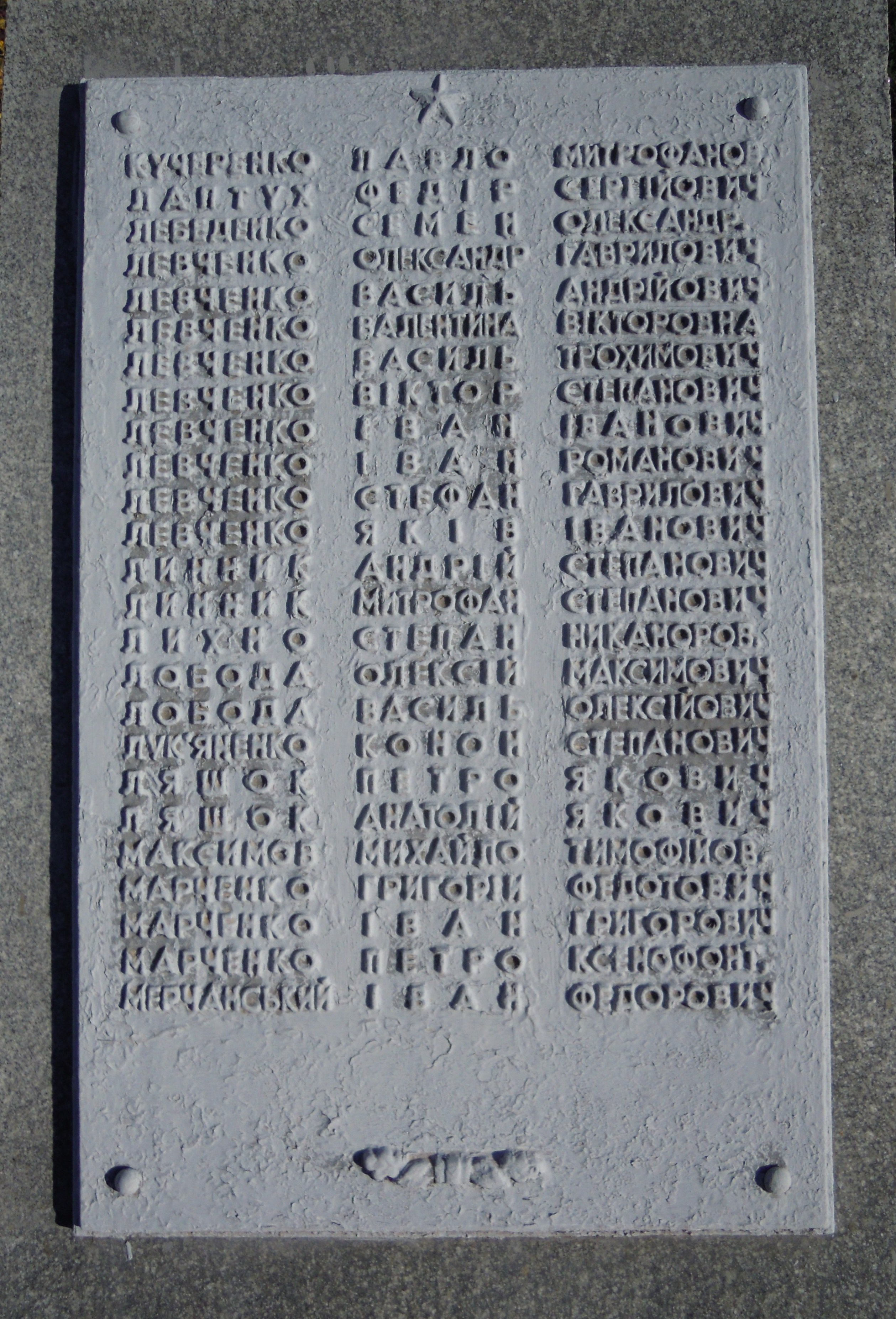
Не повернулися з війни 07
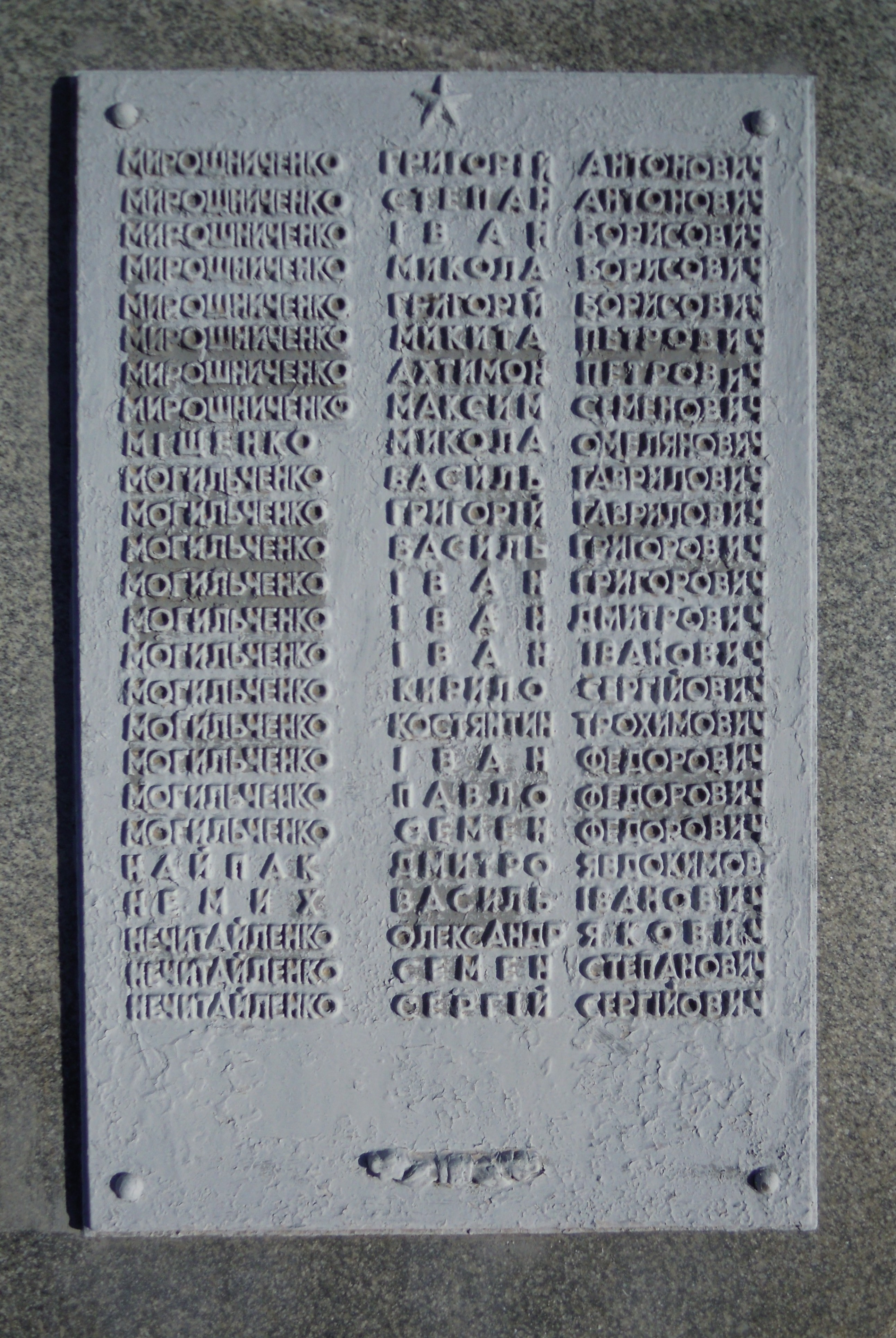
Не повернулися з війни 08
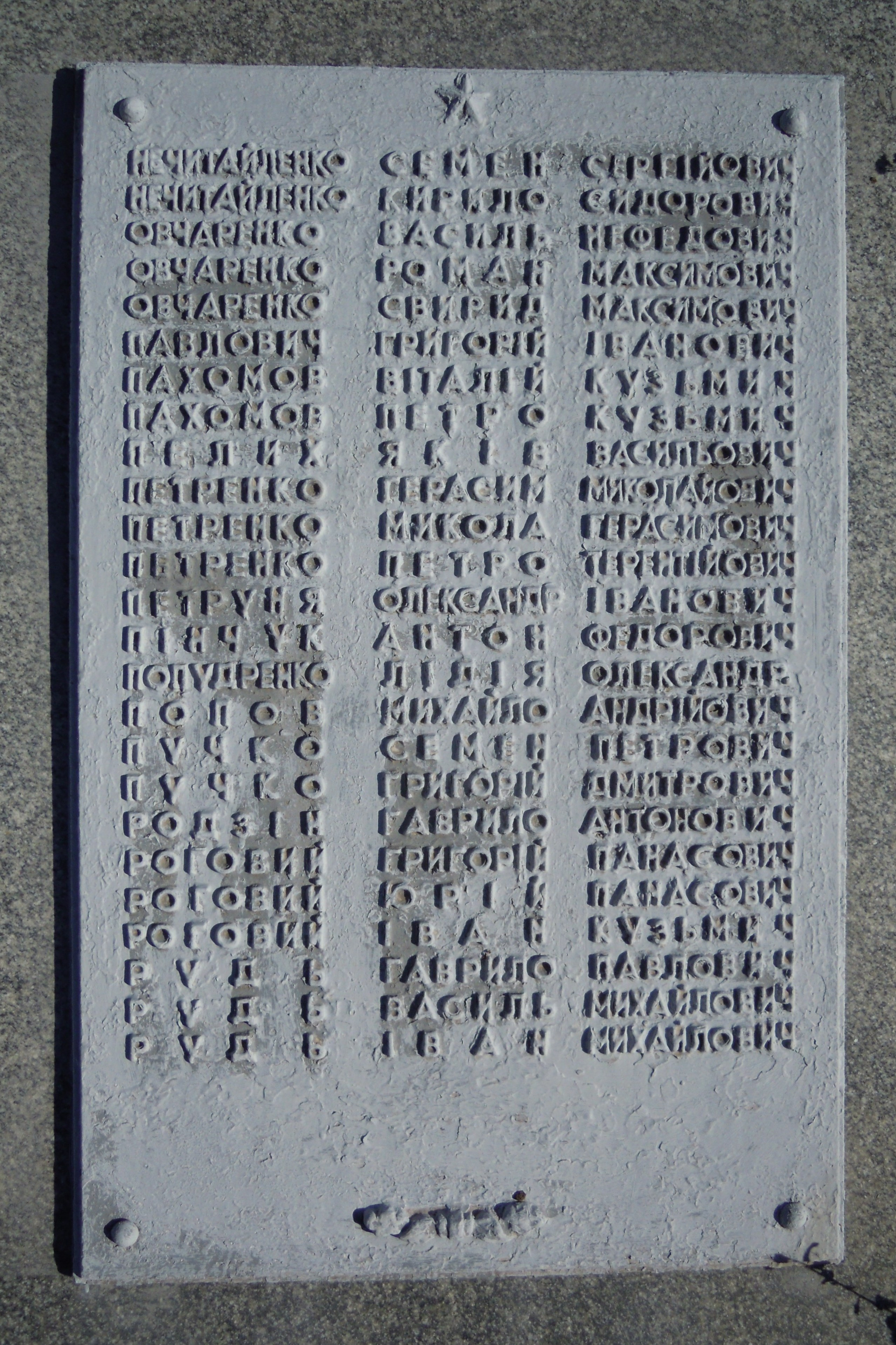
Не повернулися з війни 09
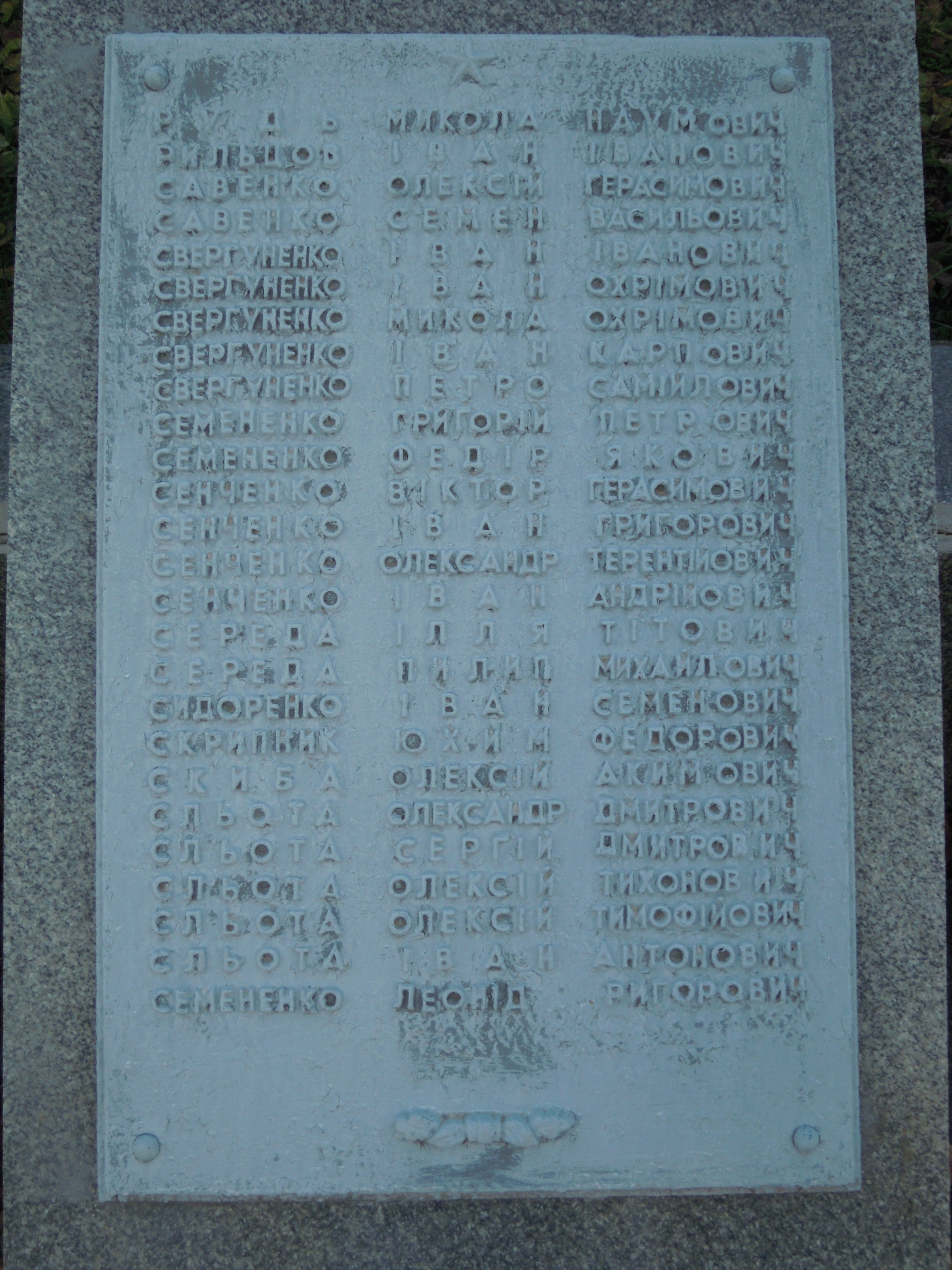
Не повернулися з війни 10
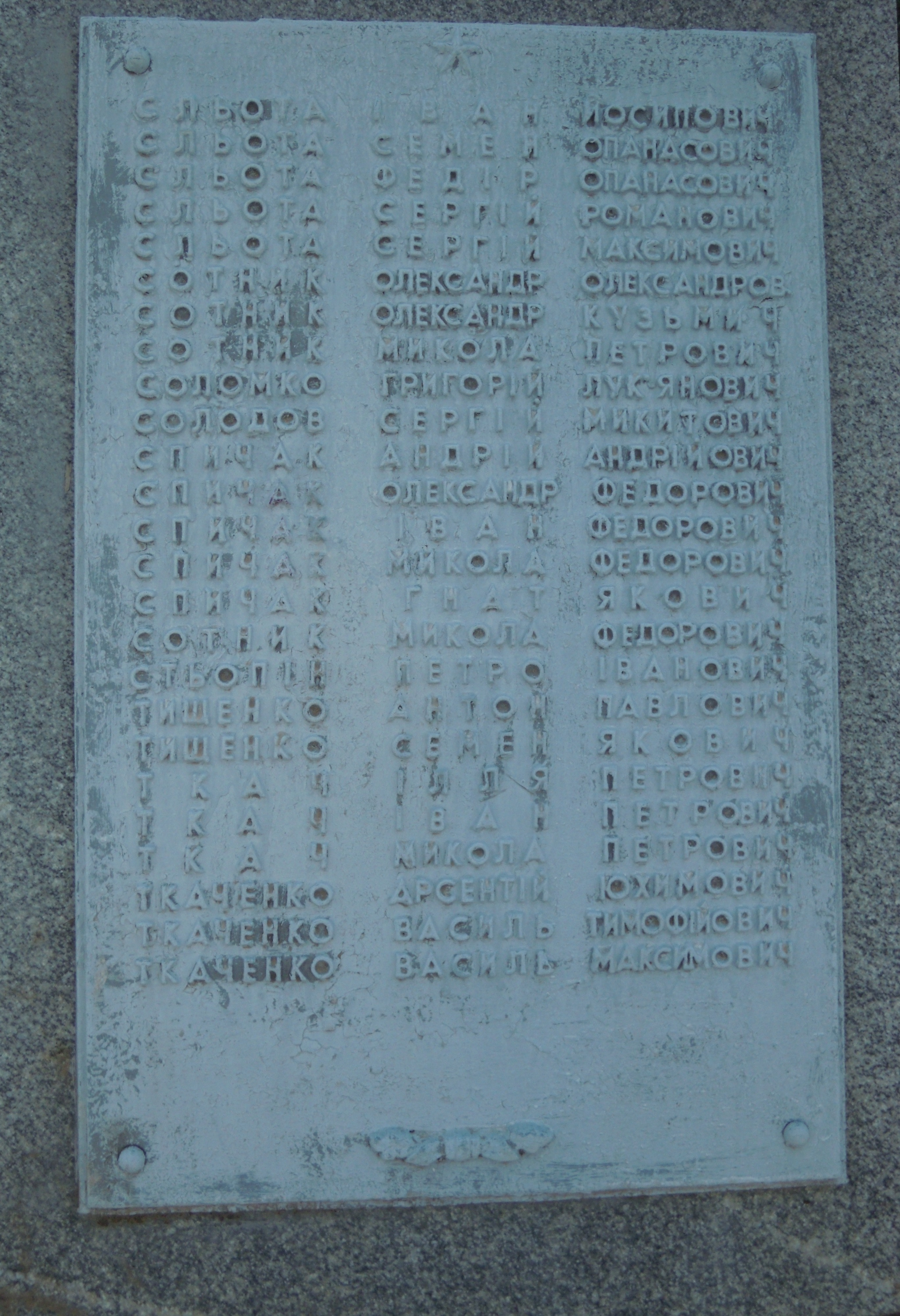
Не повернулися з війни 11
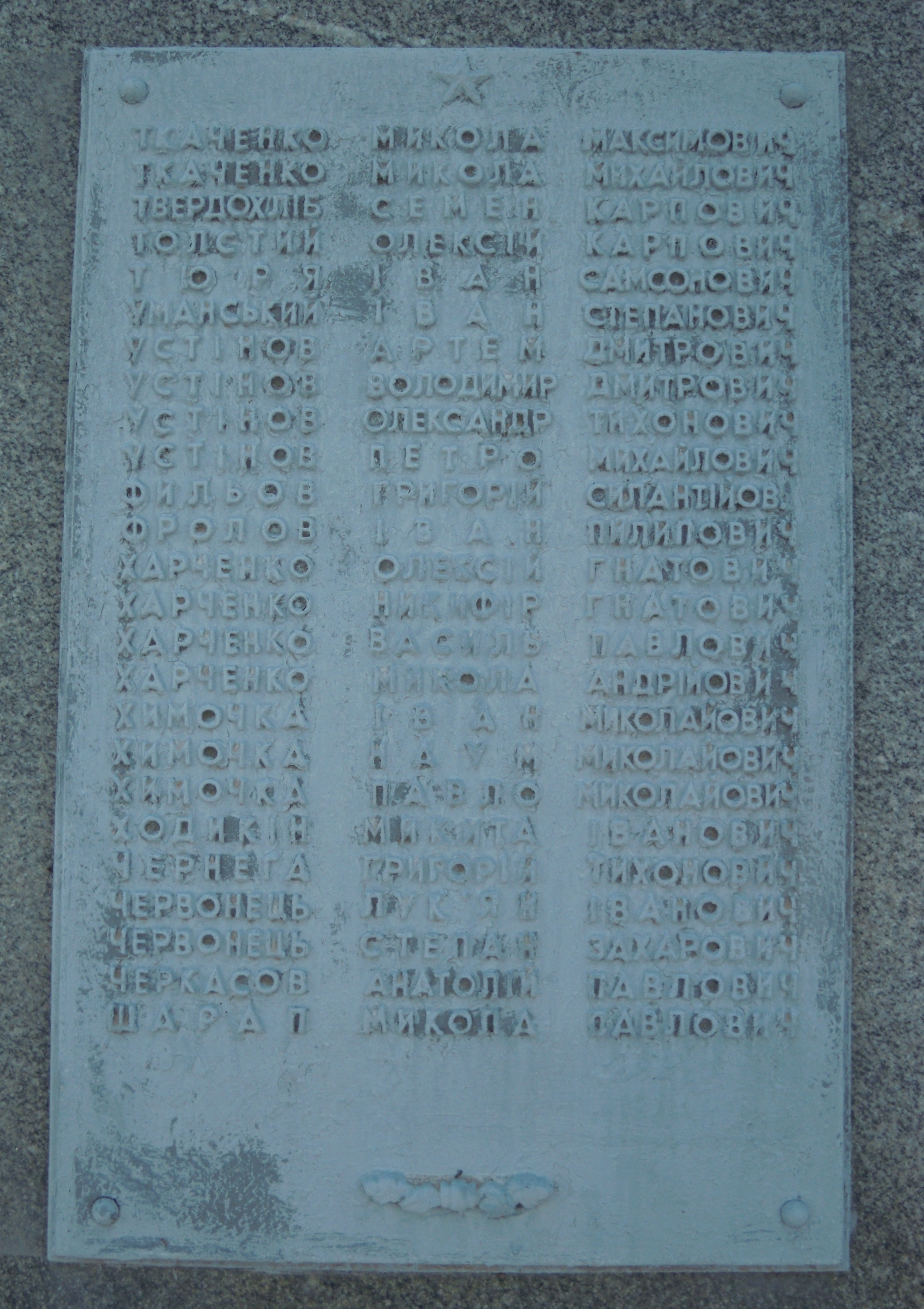
Не повернулися з війни 12
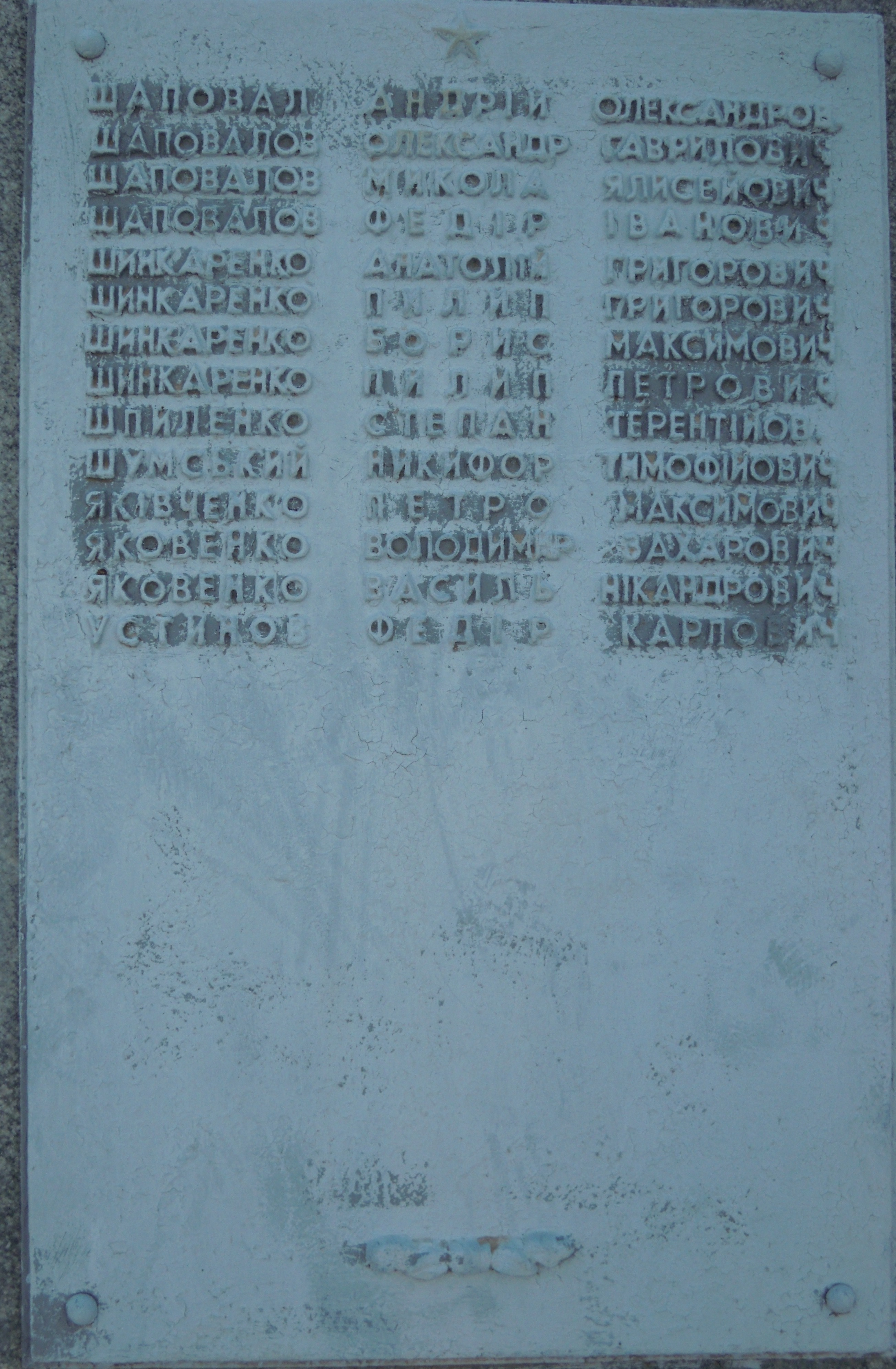
Не повернулися з війни 13

### Список загиблих підпільників, партизанів та мирних громадян
- Клименко Михайло Григорович. 1908 р.н.  с. Катеринівка. Партизан. Пропав без вісті 1.04.1942.[15]

- Марецький Василь Петрович, с. Катеринівка. Розстріляний 16 березня 1943 року за ухилення від примусової евакуації.[16]

- Нечитайленко Олександр Якович, с. Катеринівка. Голова Катеринівської сільської ради. Розстріляний у червні 1942 року.[17]

- Свергуненко Петро Самійлович, с. Катеринівка. Працівник колгоспу імені Орджонікідзе. Заарештований влітку 1942 року, відправлений до Харкова, у в'язницю СД на Раднаркомівській вулиці. Розстріляний того ж року.[18] [19]

- Червонець Лука Іванович, с. Катеринівка. Інструктор Лозівського райвиконкому, член розвідувально-диверсійної групи Радкевича. У грудні 1941 року під час виконання завдання щодо порушення зв’язку між Лозовою і Слов'янськом був поранений, схоплений ворогами і на початку 1942 року розстріляний.[20]